# Pouilles
Pour les articles homonymes, voir Apulie.
La région des Pouilles (en italien : Puglia, /ˈpuʎ.ʎa/ ; en dialecte de Bari, foggiano et tarentin : Pùgghie ; en salentin : Puia ; en francoprovençal : Poulye ; anciennement : Apulie), dite plus couramment les Pouilles, voire la Pouille, est une région d'Italie, située dans l'extrême sud-est du pays (« le talon et l'éperon de la botte italienne »). Son gentilé est Apulien.
La région compte un peu plus de 3,9 millions d'habitants et son chef-lieu et principale agglomération est Bari.
Délimitée par les régions de Molise au nord, de la Campanie à l'ouest et de la Basilicate au sud-ouest, la région est baignée par la mer Adriatique à l'est et la mer Ionienne au sud.
Administrativement, la région comprend la ville métropolitaine de Bari et les provinces de Barletta-Andria-Trani, Brindisi, Foggia, Lecce et Tarente.

## Toponymie
Dans sa Géographie (entre 20 av. J.-C. et 23 apr. J.-C.), Strabon écrit ce passage quant au nom donné à la région : « Après avoir décrit l'Italie antique jusqu'à Metaponto (au niveau de Matera), nous devons parler des régions qui se trouvent au-delà de ce point. La première est l'Iapigia (Iapygie) : les Grecs l'appellent Messapie, les indigènes la distinguent au niveau du Salento (la partie autour du promontoire de l'Iapygie) et de la Calabre. Au nord de cet ensemble se trouve une population que les Grecs appellent Peucezi ou Dauni mais les indigènes l'appellent Apulia comme toute la région qui se trouve après la Calabre et (dont les indigènes) nomment (les habitants) les Pauliens. »
Le toponyme historique d'Apulia (venant du grec Ἰαπυγία, Japigia) dérive de l'époque pré-romaine où les habitants occupaient la partie septentrionale des Pouilles actuelles (les Dauniens au nord, les Peucétiens au centre et les Messapes au sud). La terminaison Japudes (Japigi) est composée du préfixe « jap » qui renvoie aux peuples de l'autre côté de l'Adriatique.
Avec l'occupation romaine, la région fut nommée Regio II Apulia et Calabri correspondant aux actuelles régions. Ce n'est qu'ensuite que le toponyme Apulia sera donné pour seulement désigner la péninsule salentine. Cela ne fait que quelques dizaines d'années que l'usage du nom au singulier, la Puglia (Pouille), s'est stabilisé. Jusqu'alors, il était courant de dire en italien Puglie, soit les Pouilles, comme c'est encore le cas en français.
Dans l'Antiquité, la partie sud de l'Apulie était appelée Calabre (en latin Calabria). La Calabre actuelle était appelée Bruttium. La Calabria avait pour ville principale Brundisium (Brindes). Le basculement s'est opéré à l'époque de l'exarchat byzantin : les deux régions étaient confondues en une, et le nom a glissé d'est en ouest. C'est ensuite que le nom d'Apulie s'est imposé.

## Géographie

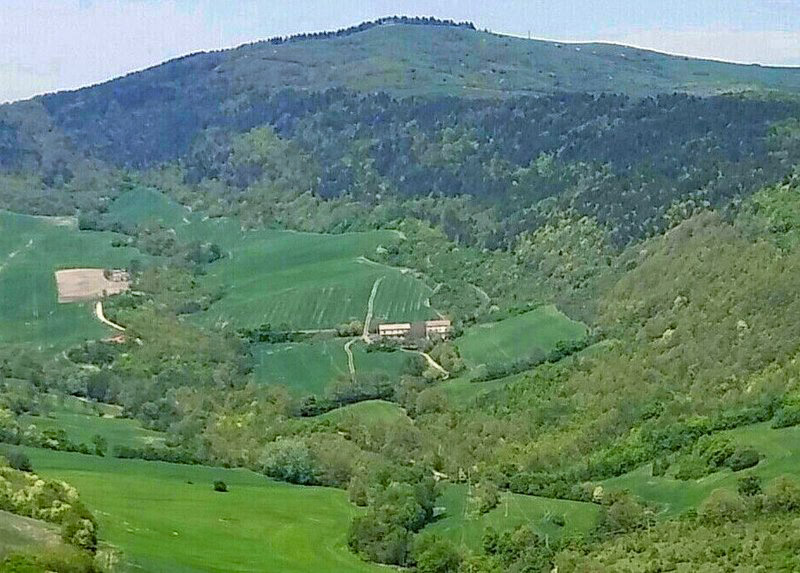
Le Monte Cornacchia vu de Valmagiorre.

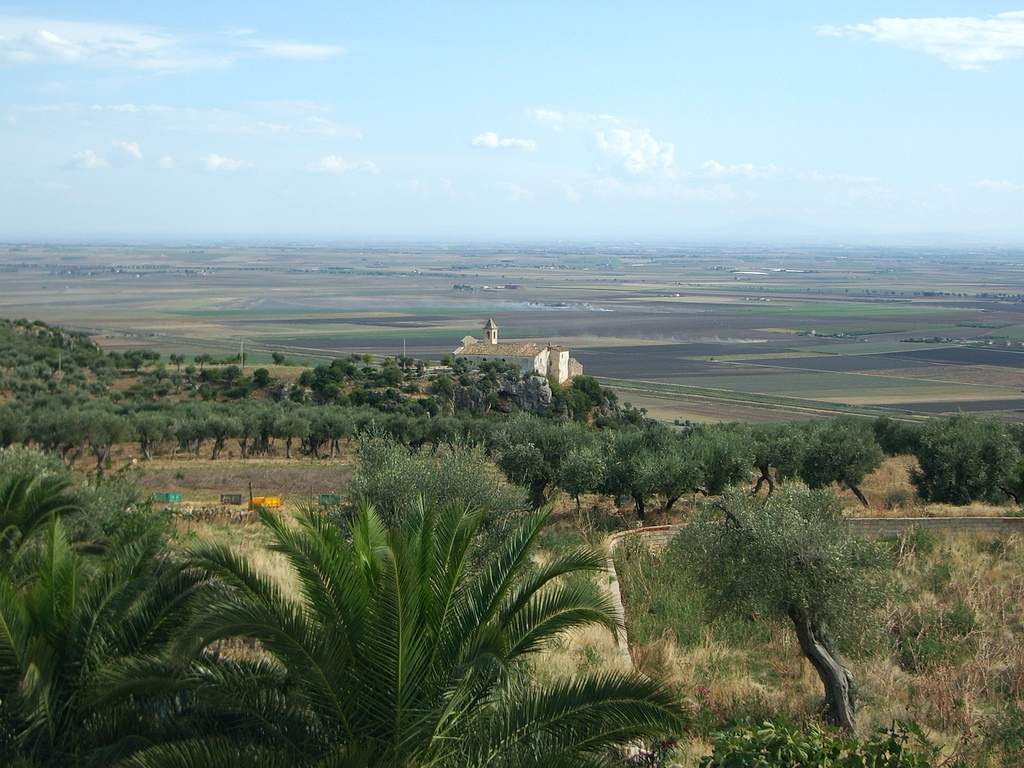
Tavoliere delle Puglie, vaste plaine près de Foggia.

La Pouille couvre une surface de 19 372 km2, déroule un littoral long de 835 km et arrive en 7e position parmi les plus vastes régions d'Italie. En 2022, elle comptait 3,907 millions d'habitants, soit une densité de 208 hab./km2.
La région des Pouilles est la plus orientale d'Italie. Punta Palascia, près d'Otrante dans le Salento, est à seulement 80 kilomètres de l'Albanie et constitue le point le plus à l'est du pays.
Situées à l'extrême sud-est de la péninsule, les Pouilles constituent donc le « talon » et l'« éperon » de la « botte » italienne. La région elle-même forme une petite péninsule distincte de la grande péninsule italienne.
La région est baignée par la mer Adriatique et la mer Ionienne. Avec le golfe de Tarente, la Pouille est la région continentale italienne (donc hors Sardaigne et Sicile) dotée de la plus grande surface côtière.
Le territoire est plat à 53 %, vallonné à 43,3 % et montagneux à seulement 1,5 %, ce qui en fait la région la moins montagneuse d'Italie.
La montagne la plus élevée de la région, le Monte Cornacchia (it), se trouve à son extrémité, sur le massif sub-apennin Dauno, sur la zone naturelle appelée lac Pescara - Monte Cornacchia- Bosco Ceraso ; avec une hauteur de 1 152 m, il est surnommé le toit des Pouilles. Sur le Gargano, le point le plus élevé est le Monte Calvo, mesurant 1 055 m.
La plaine des Pouilles est constituée par le Tavoliere delle Puglie, qui occupe quasiment la moitié de la Capitanata (région géographico-culturelle située autour de Foggia soit la partie septentrionale des Pouilles), soit des franges côtières de Bari à la plaine salentine. Les collines des Pouilles sont subdivisées entre les Murge sur la partie nord du territoire et les Serre salentine au sud, ces dernières dépassant à peine les 200 mètres d'altitude.

### Hydrographie

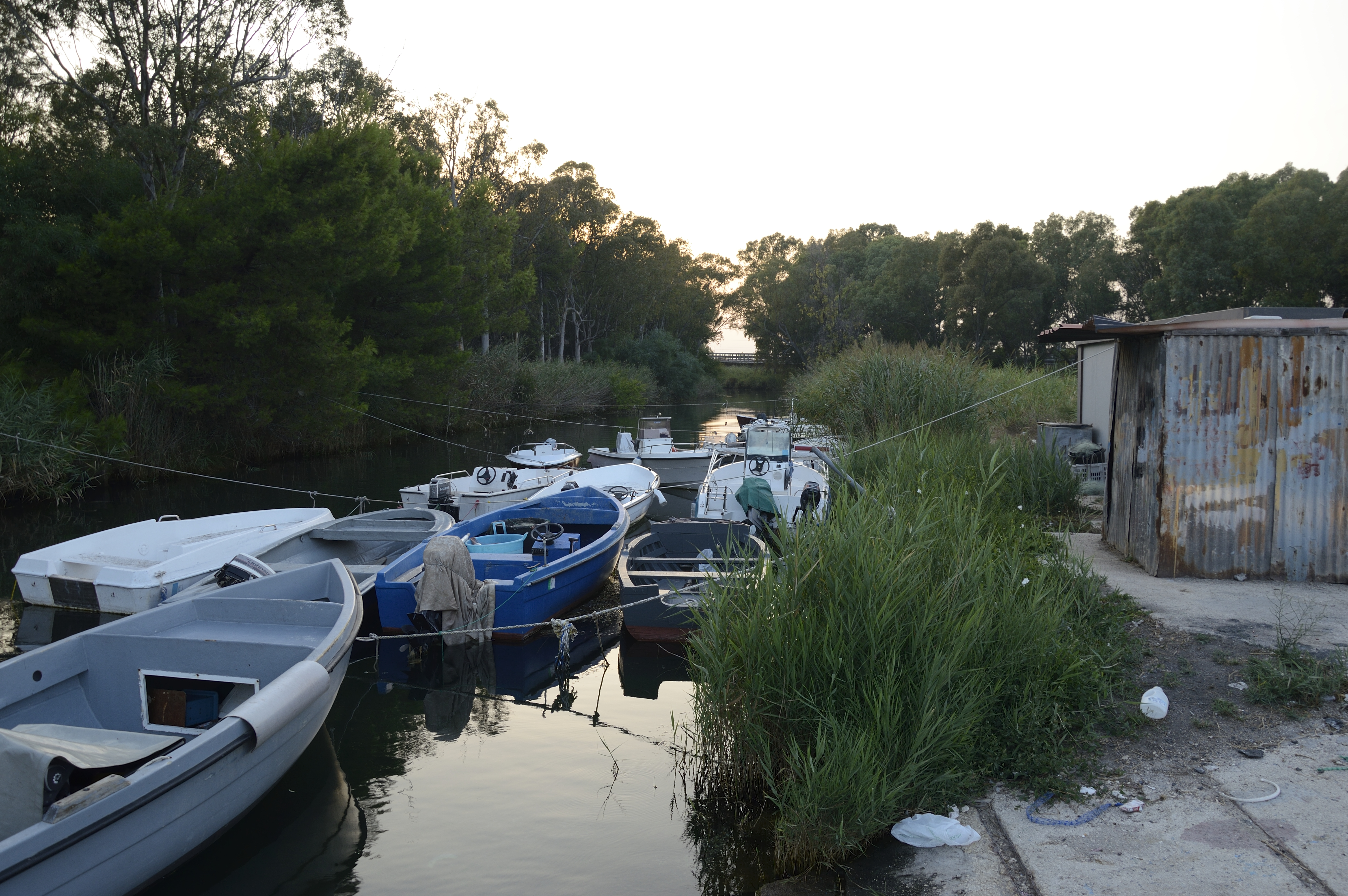
Le Galeso.
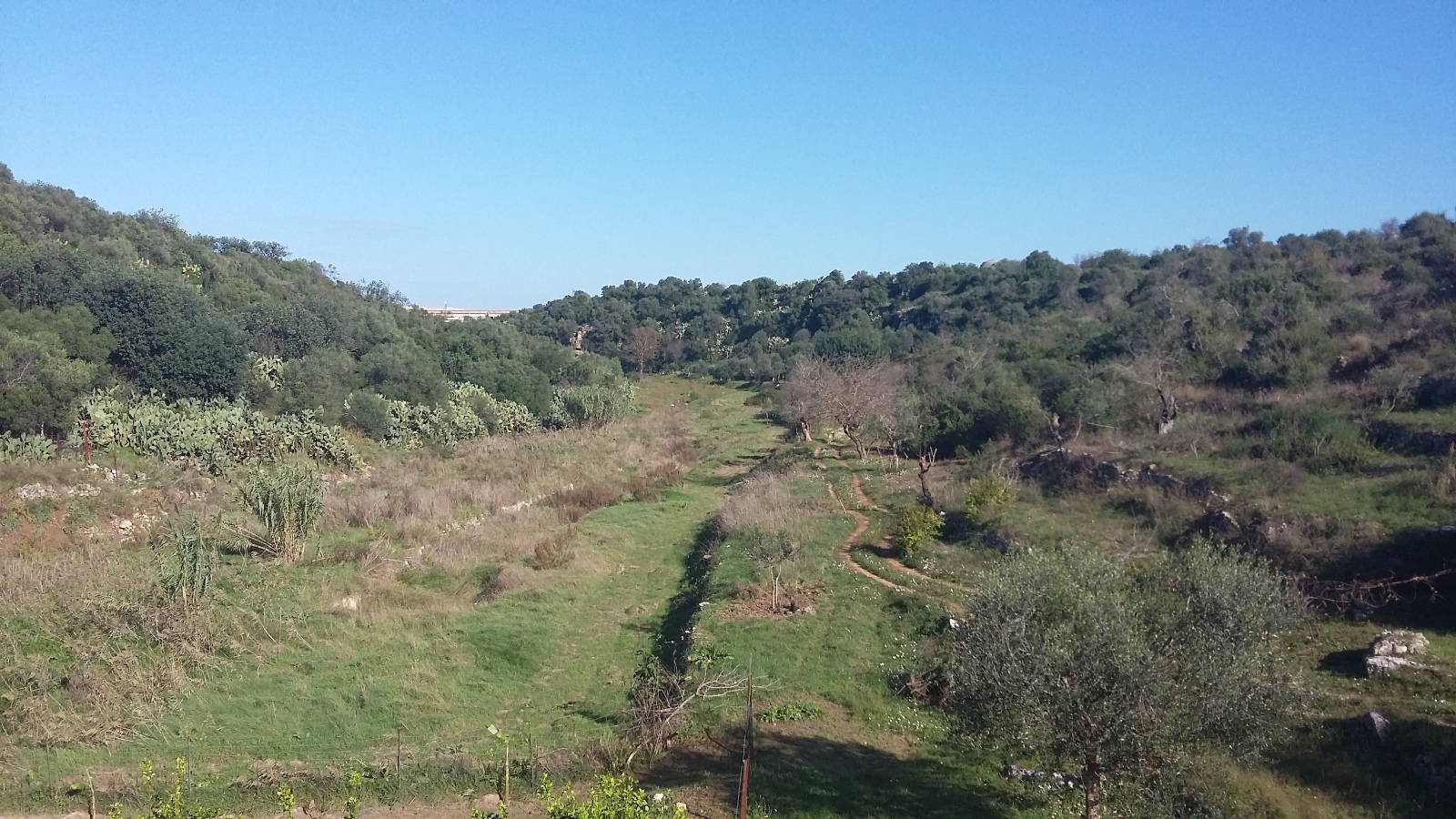
Lama Balice Bari Palese.
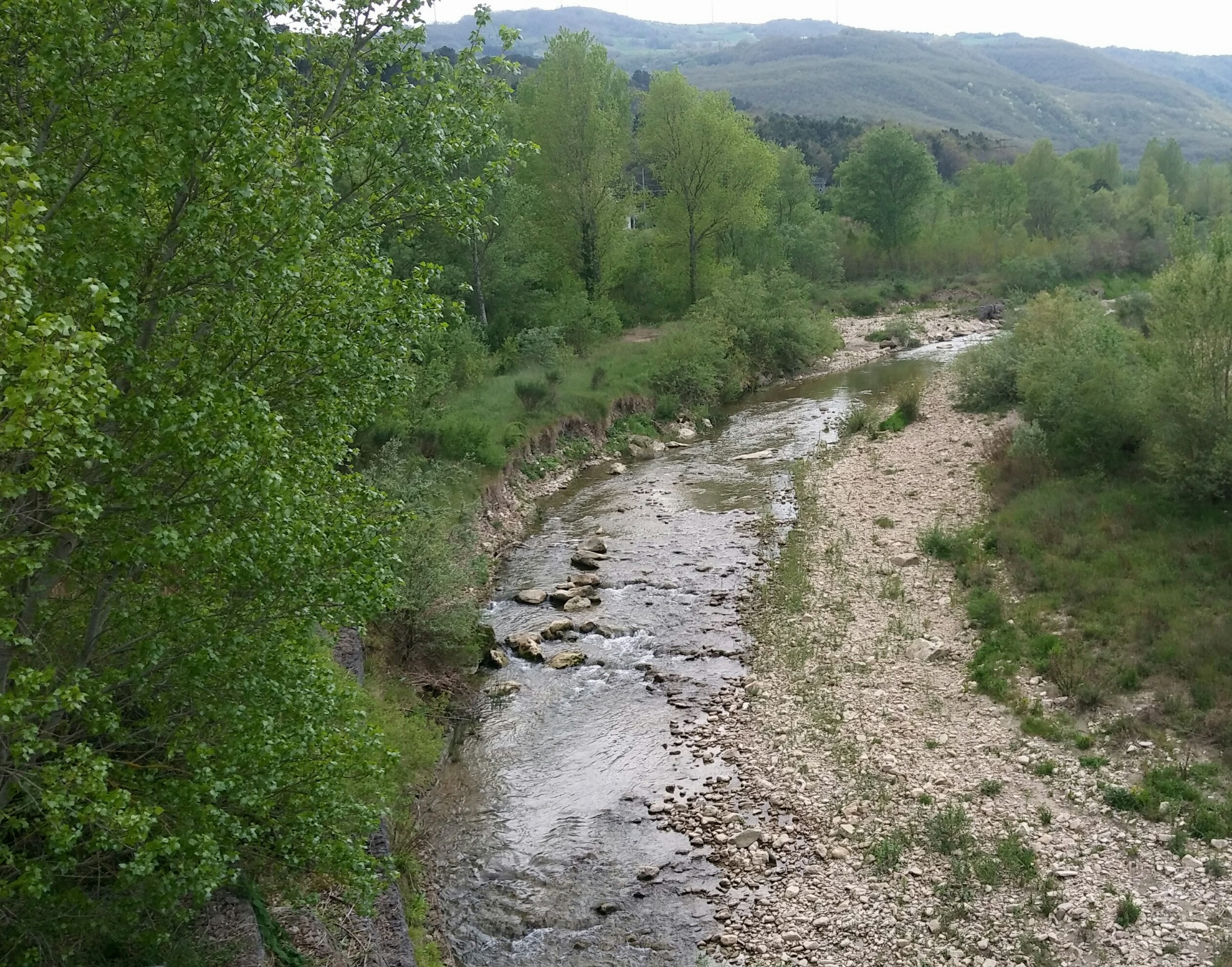
Le Cervaro.
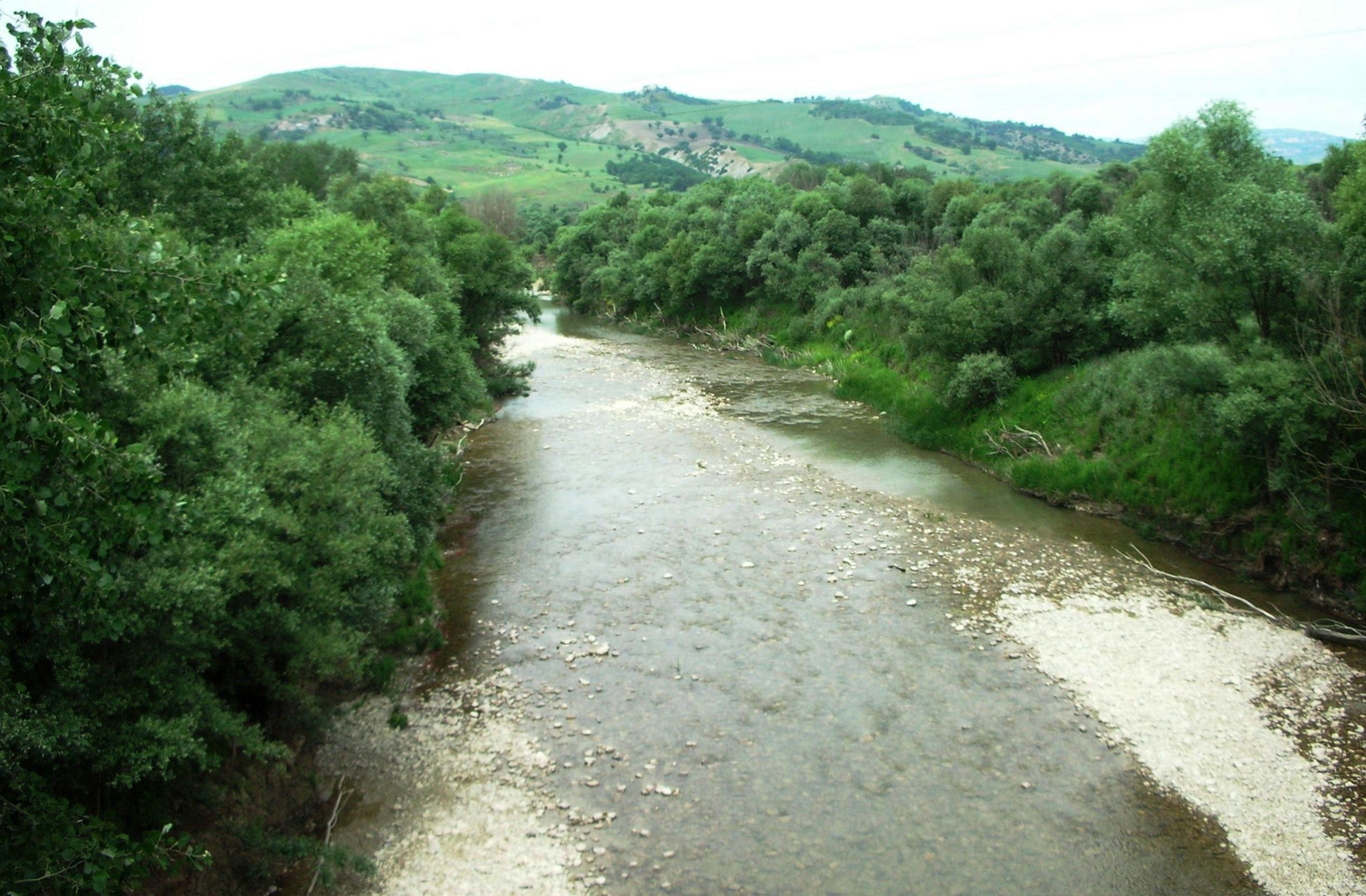
Le Fortore.

La nature karstique d'une grande partie des Pouilles (favorisant les cours d'eau souterrains) et la pénurie de précipitations font que la région est particulièrement pauvre en cours d'eau superficiels. À l'exception de l'Aufide et du Fortore qui ne parcourent qu'une petite partie de la région, les fleuves des Pouilles revêtent plus le caractère de rivières ou cours d'eau à caractère torrentiel comme le Candelaro, le Cervaro ou le Carapelle.
Les lacs les plus importants sont ceux de Lesina et de Varano sur la côte septentrionale du Gargano. Le long de la côte, près d'Otrante, se trouvent les lacs Alimini, à quelques centaines de mètres de la mer Adriatique. Le lac d'Occhito fut construit près de la digue du même nom sur le fleuve Fortore aux confins du Molise ; il s'agit en fait d'un bassin artificiel réalisé pour restreindre les fréquentes crises hydrologiques de la région.

### Côte apulienne

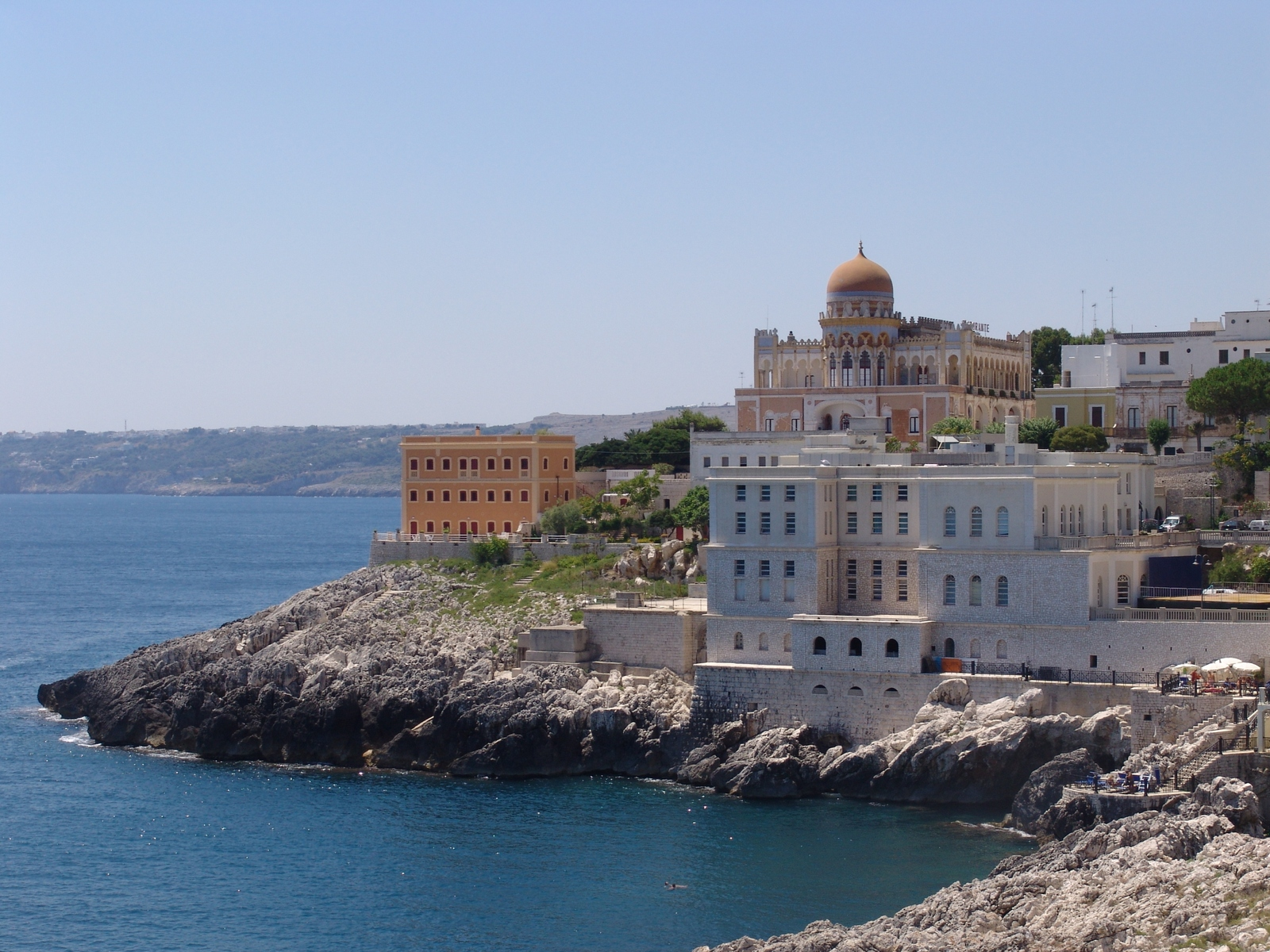
Santa Cesarea Terme dans le Salento, au sud de la région.

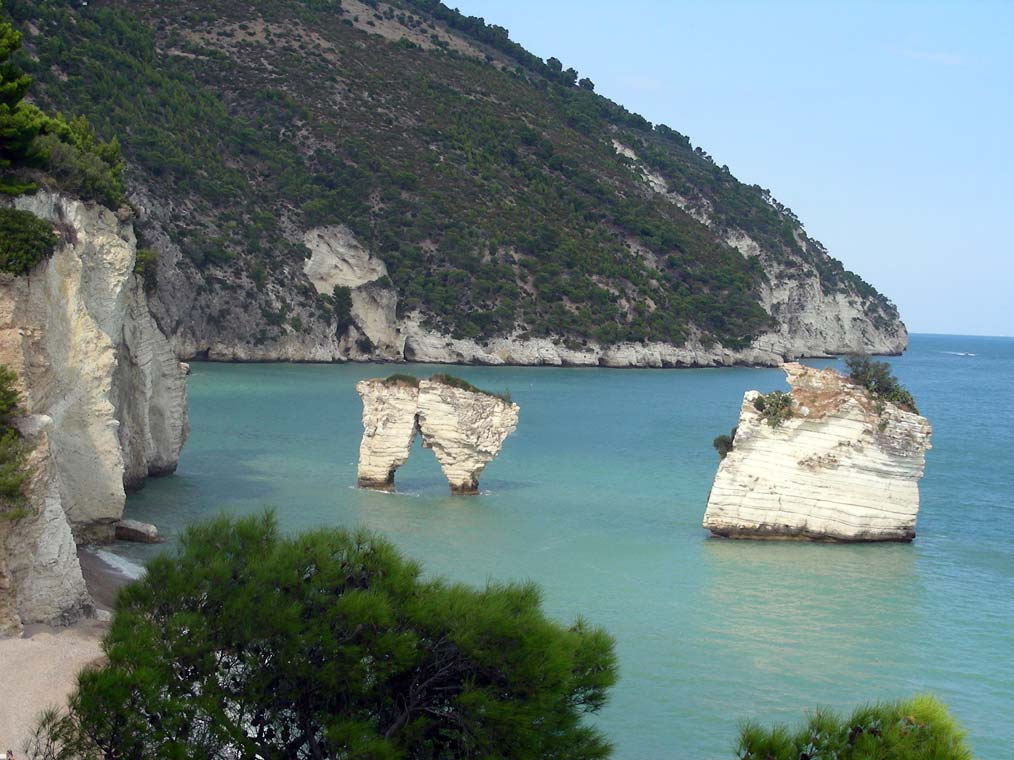
Mattinata dans le Gargano, au nord de la région.

Les Pouilles comptent plus de 834 km de côtes, soit la troisième région d'Italie après les deux régions insulaires italiennes (Sardaigne et Sicile). La côte du Gargano, au nord, est rocheuse mais présente de nombreuses criques ou calanques avec des plages de sable. Au sud de Manfredonia, le littoral est plus bas et sableux. À partir de Bari et le long de la partie nommée « Terre de Bari », alternent sable et parties de falaises basses notamment au niveau de Polignano a Mare, posé comme un éperon en surplomb de la mer.
Au sud de Monopoli et jusqu'à Otrante, la côte est à prédominance sableuse avec quelques parties rocheuses. D'Otrante à Santa Maria di Leuca, à l'extrémité méridionale de la région, la côte est à nouveau rocheuse. La partie intérieure du littoral ionique du Salento méridional jusqu'aux confins de la Basilicate est en revanche caractérisée par des plages de sable blanc, qui, autour du golfe de Tarente, sont entourées de pinèdes.
Au nord-est des Pouilles se trouvent aussi les îles Tremiti. Au large des côtes du Gargano, elles forment un groupe d'îles de petites dimensions comme les îles Cheradi près de Tarente et l'île Sant'Andrea près de Gallipoli. En 2007, 693 km des côtes apuliennes ont été déclarées aptes à la baignade.

### Climat
Le climat des Pouilles est typiquement méditerranéen : la zone côtière connait un été chaud et sec et un hiver doux et pluvieux. Les précipitations se concentrent entre la mi-automne et l'hiver, tout en restant très faibles.
Cependant, sur la partie sub-apeninne du Dauno, du Gargano et des hauts plateaux de la Murgia, les étés sont plus frais (en comparaison des parties côtières apuliennes) et il n'est pas rare d'observer en hiver, des chutes de neige nocturne persistantes. Sur ces massifs, on relève en moyenne 800 mm de précipitations annuelles contre 450 à 650 mm sur la partie adriatique.
En considérant les valeurs des dix stations métrologiques présentes dans la région, les valeurs moyennes de janvier sont comprises entre 3,5 °C pour le mont Sant'Angelo (Massif du Gargano) et 10,1 °C pour la ville de Santa Maria di Leuca dans le Salento. Les maximums de juillet sont de 24 °C pour le Monte Sant'Angelo et de 31,6 °C pour Foggia.
Le 25 juin 2007, comme cela a tendance à se produire en été, une vague de chaleur a touché la région sur la montée de hautes pressions venues d'Afrique du Nord, ainsi, il a été mesuré 47 °C à la station de Foggia tandis qu'à Bari une valeur de 46 °C a été relevée. Durant la même année 2007, l'hiver fut particulièrement exceptionnel car il tomba plus de 10 cm de neige sur la côte.
| Mois                                         | Janv | Fév | Mars | Avr  | Mai  | Juin | Juil | Août | Sept | Oct  | Nov  | Déc  | Année |
| -------------------------------------------- | ---- | --- | ---- | ---- | ---- | ---- | ---- | ---- | ---- | ---- | ---- | ---- | ----- |
| Températures moyennes Foggia (°C)            | 7,3  | 7,9 | 9,9  | 12,9 | 17,6 | 21,7 | 24,8 | 24,7 | 21,4 | 16,8 | 11,9 | 8,5  | 15,4  |
| Températures moyennes Bari (°C)              | 8,6  | 9,0 | 10,7 | 13,5 | 17,6 | 21,2 | 23,8 | 23,7 | 20,9 | 16,9 | 13,1 | 9,95 | 15,75 |
| Températures moyennes Monte Sant'Angelo (°C) | 3,5  | 3,7 | 5,5  | 8,9  | 13,8 | 17,5 | 20,3 | 20,4 | 17,3 | 12,7 | 8,1  | 4,8  | 11,4  |

On observera dans le tableau ci-dessus trois différentes variations du climat méditerranéen de la région pour la période 1971/2000 selon les températures des différentes stations du Service Métrologique de l'armée italienne (Servizio Meteorologico dell'Aeronautica Militare). On observe le climat de Foggia, ville au climat méditerranéen à influence continentale (proximité des Apennins) située dans la vaste plaine de la Tavoliere des Pouilles (table plate), les hivers y sont moins doux que sur la côte et les étés y sont un peu plus chauds. Le climat de Bari est purement méditerranéen comme l'ensemble des villes de la côte, de Vieste à Tarente en passant par Santa Maria di Leuca (climat le plus doux de la région avec été moins chaud que Foggia et hivers très doux) et Brindisi avec des températures douces toute l'année et des périodes de fortes chaleur en été. Le climat de la station Monte Sant'Angelo, située dans le Gargano, est presque montagnard en raison de sa position et de son altitude (844 mètres), ainsi que des hivers plus froids, voire neigeux, et des températures plus basses le matin (2 °C pour les minimales du mois de janvier contre 7,7 °C au sud de la péninsule salentine).

## Histoire

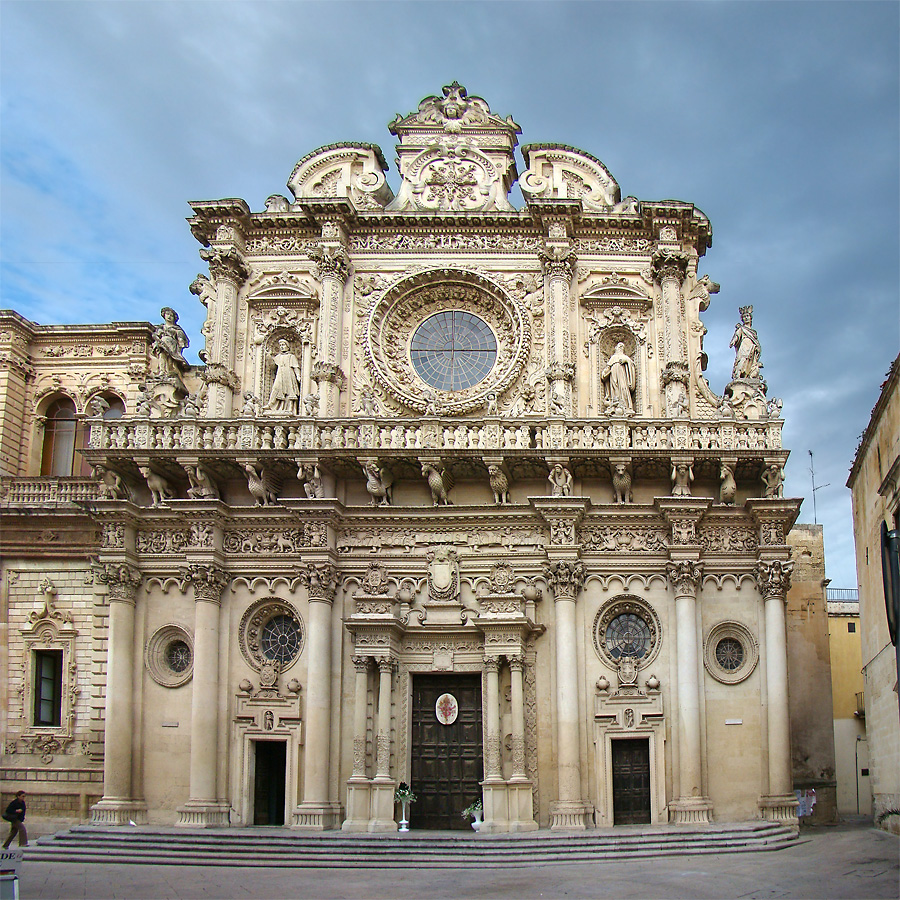
La basilique Santa Croce de Lecce.

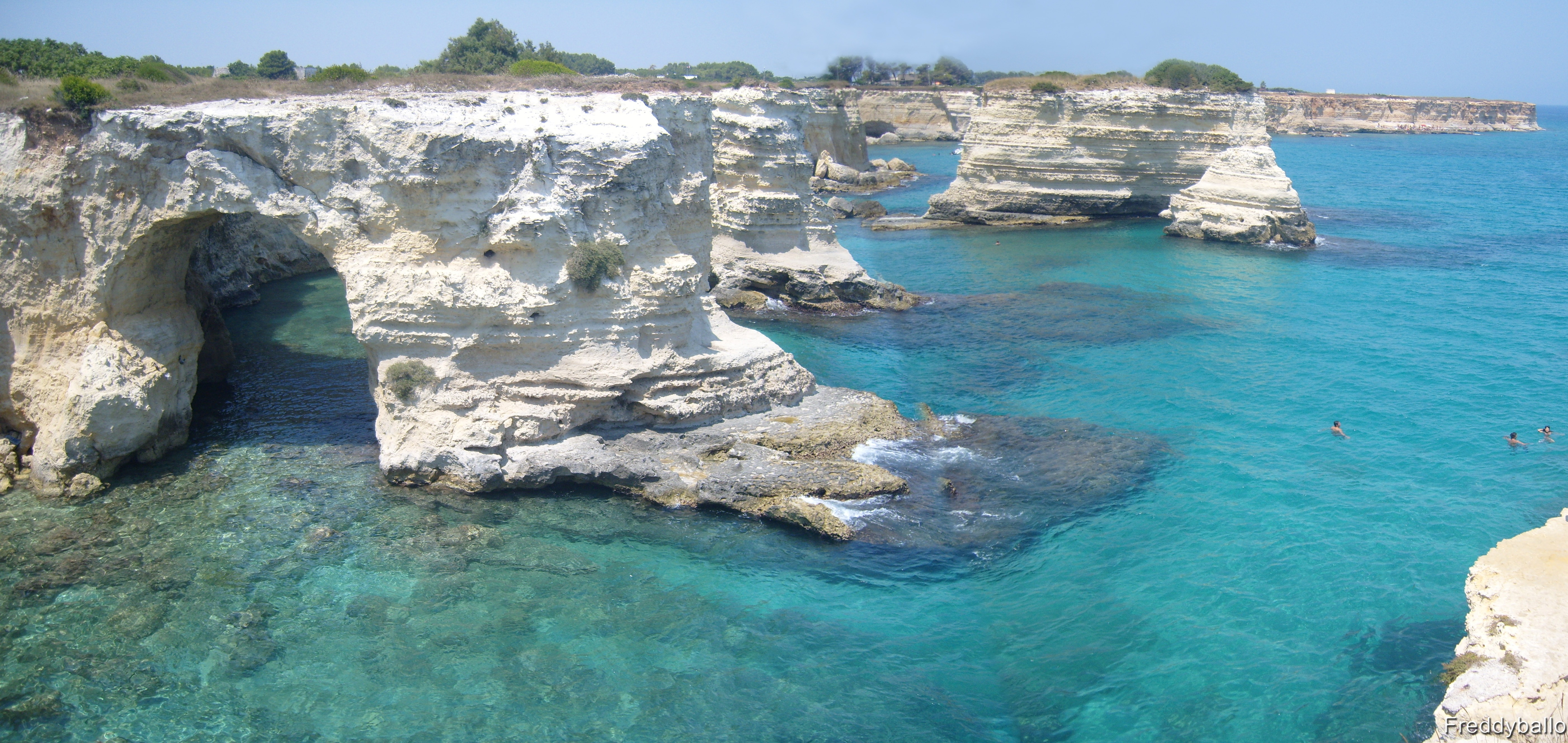
La mer à Torre Sant'Andrea (Lecce).

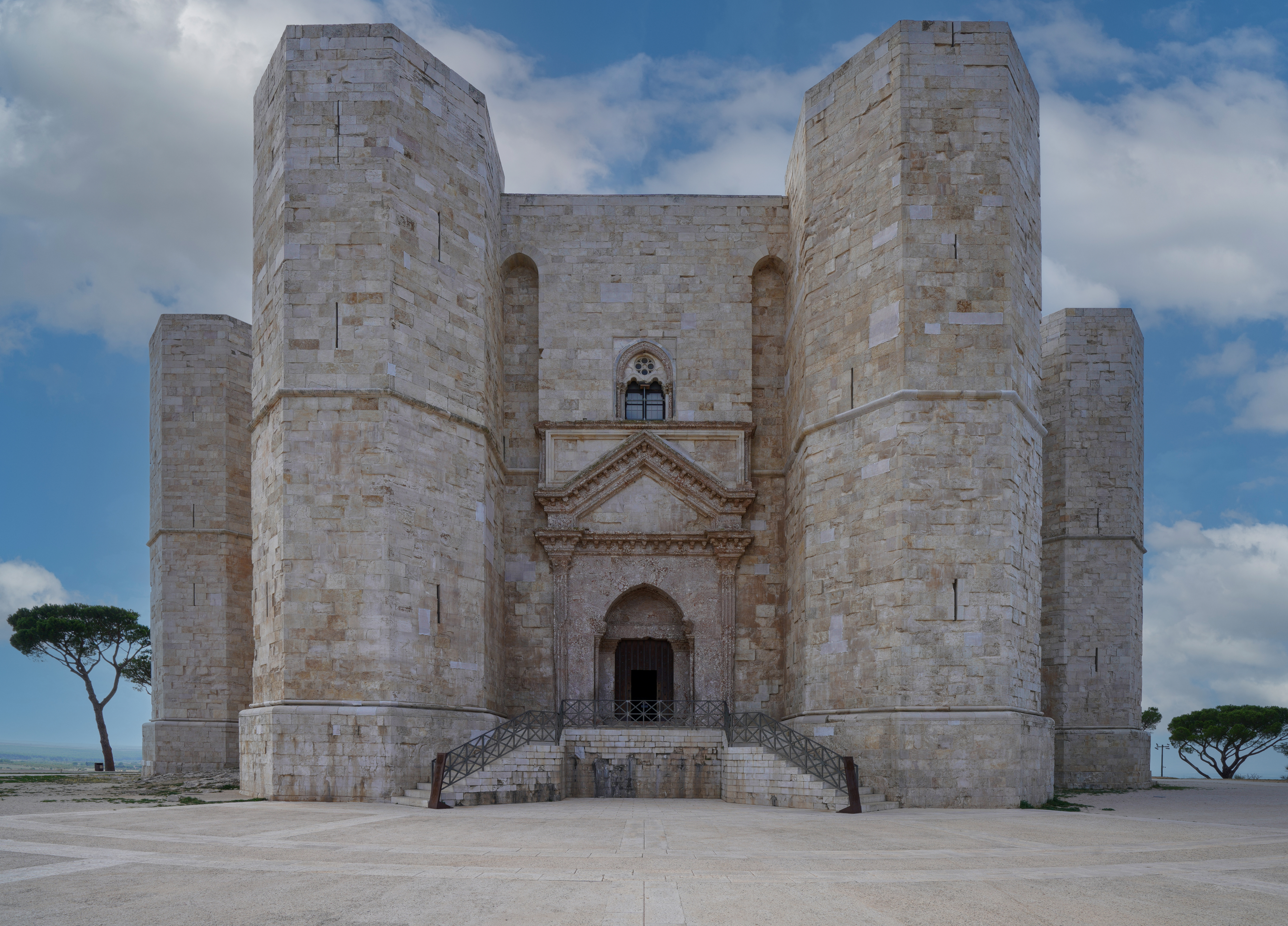
Castel del Monte, patrimoine mondial de l'UNESCO, construit par Frédéric II du Saint-Empire (Andria).

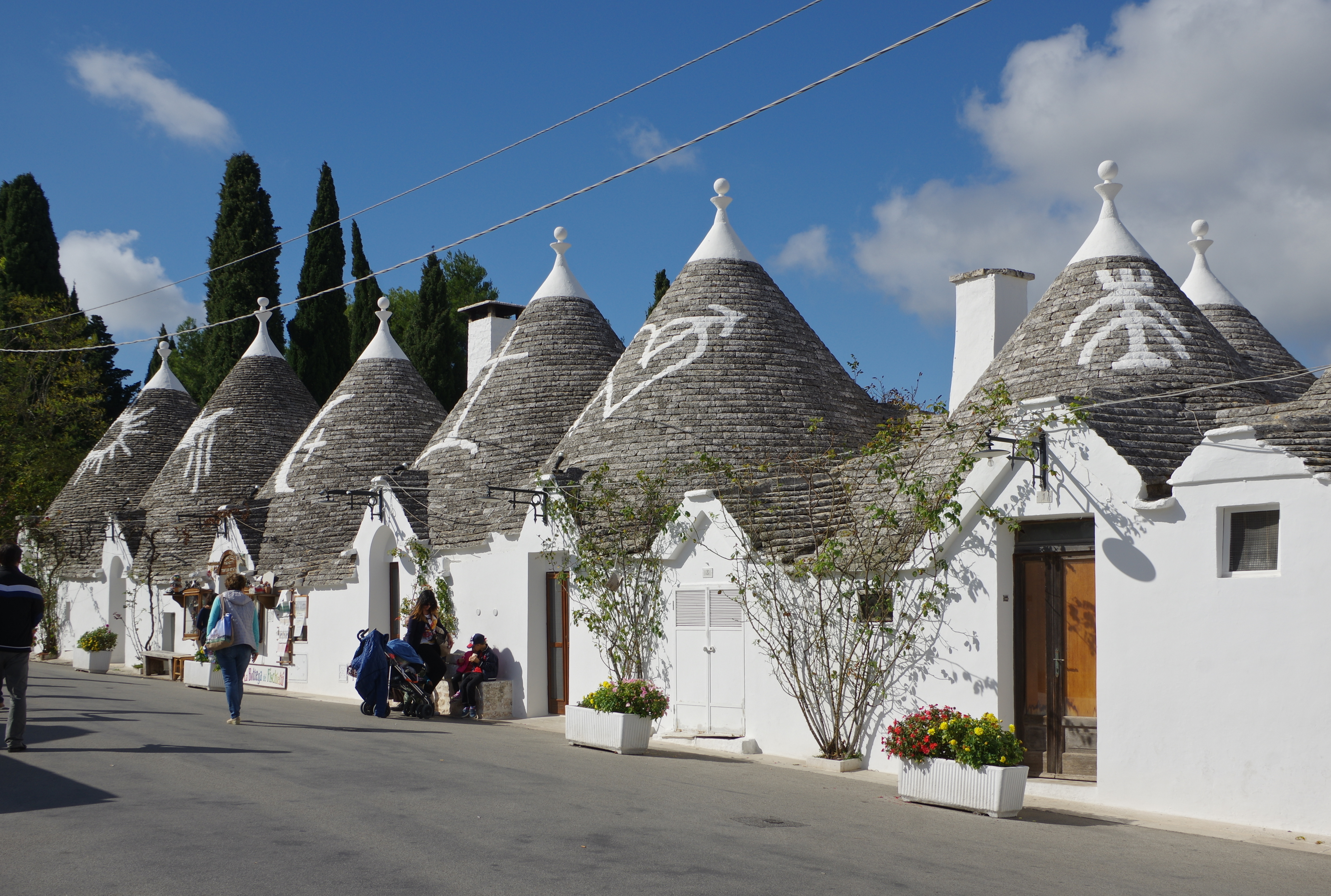
Les trulli d'Alberobello, classés au patrimoine mondial de l'UNESCO.

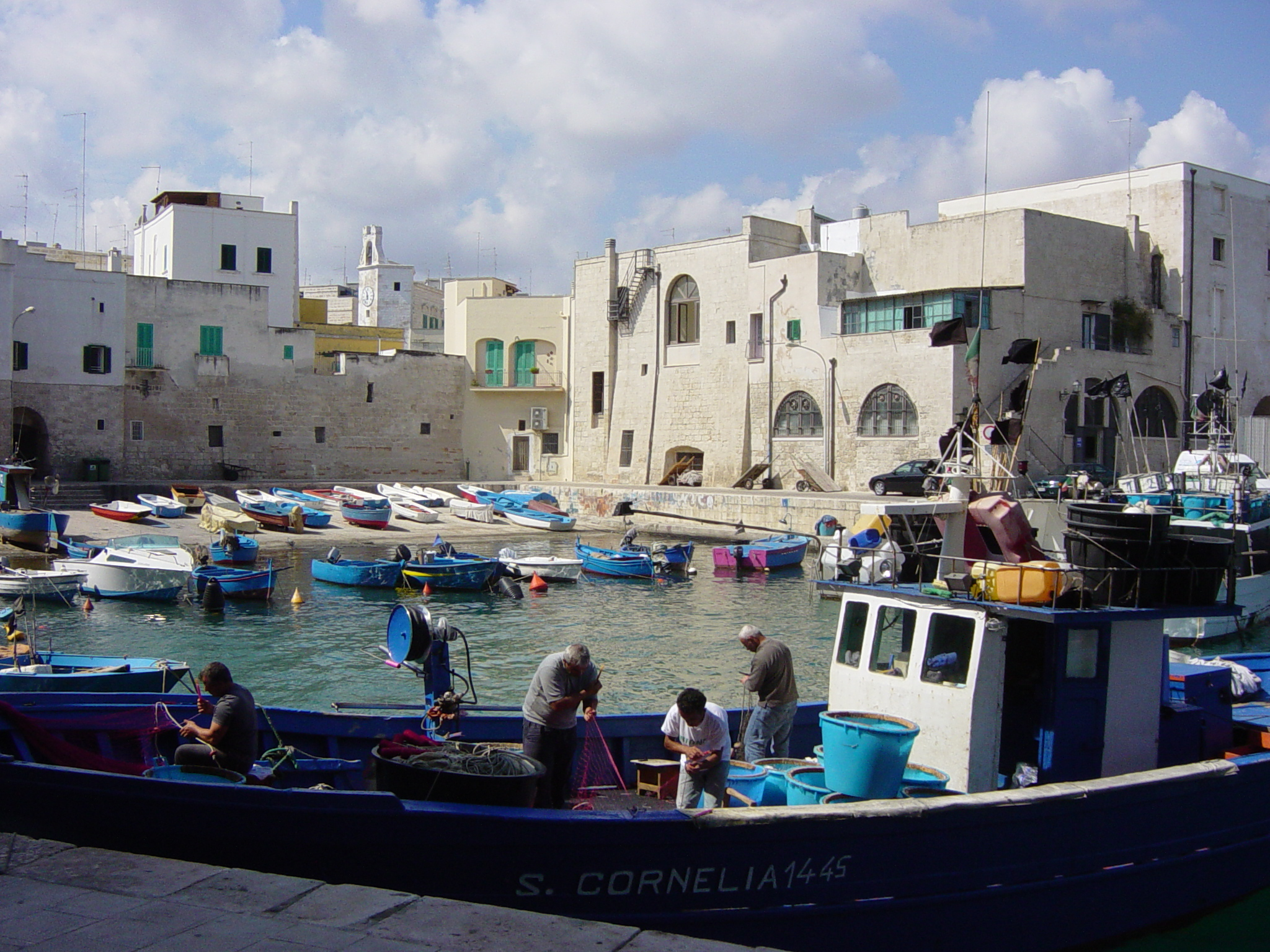
Le port de Monopoli.

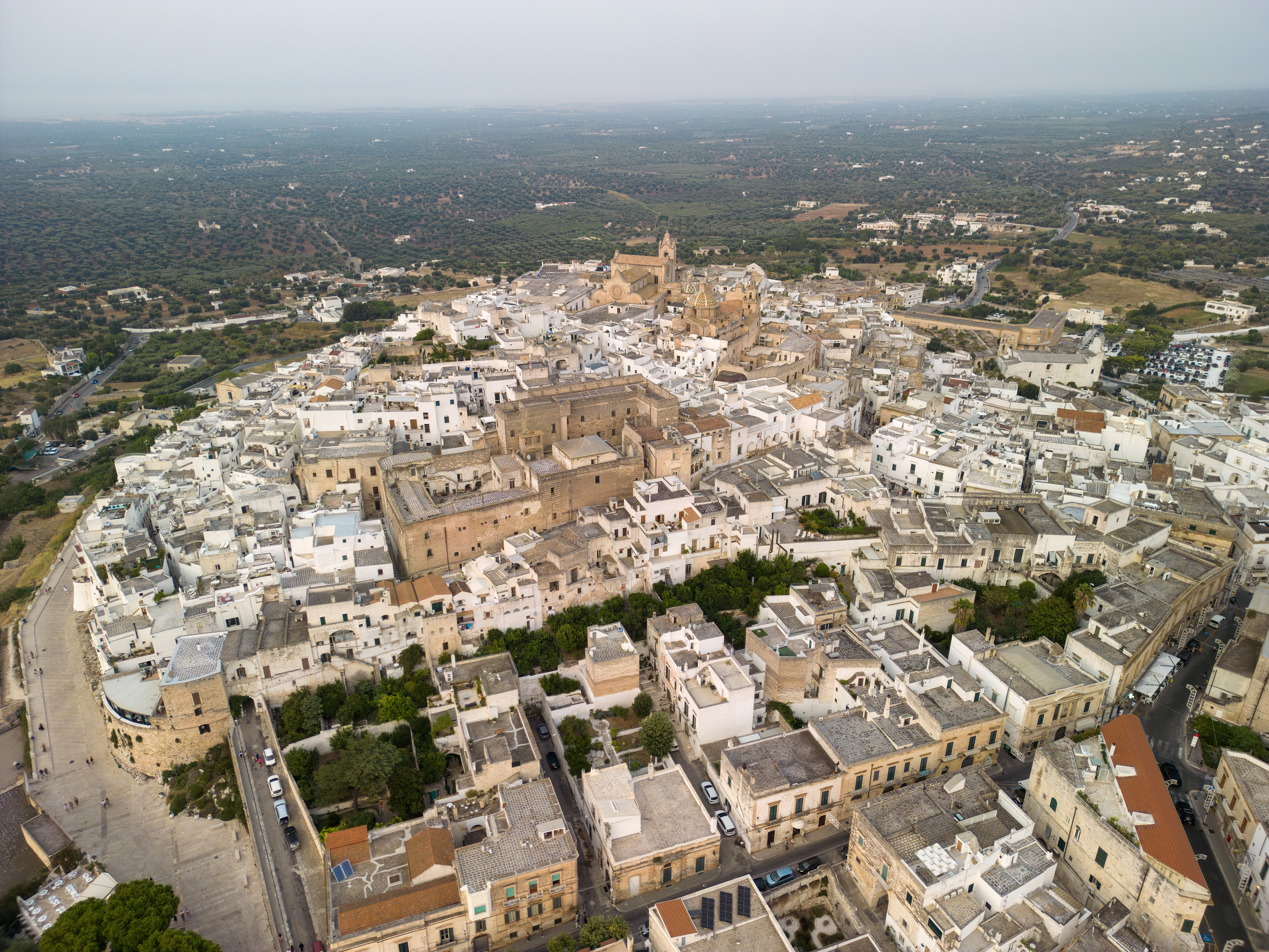
Ostuni, surnommée la ville blanche.

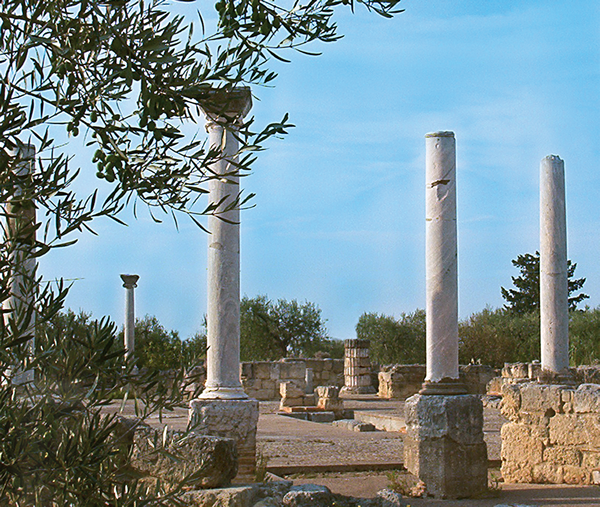
Temple antique à Canosa di Puglia.

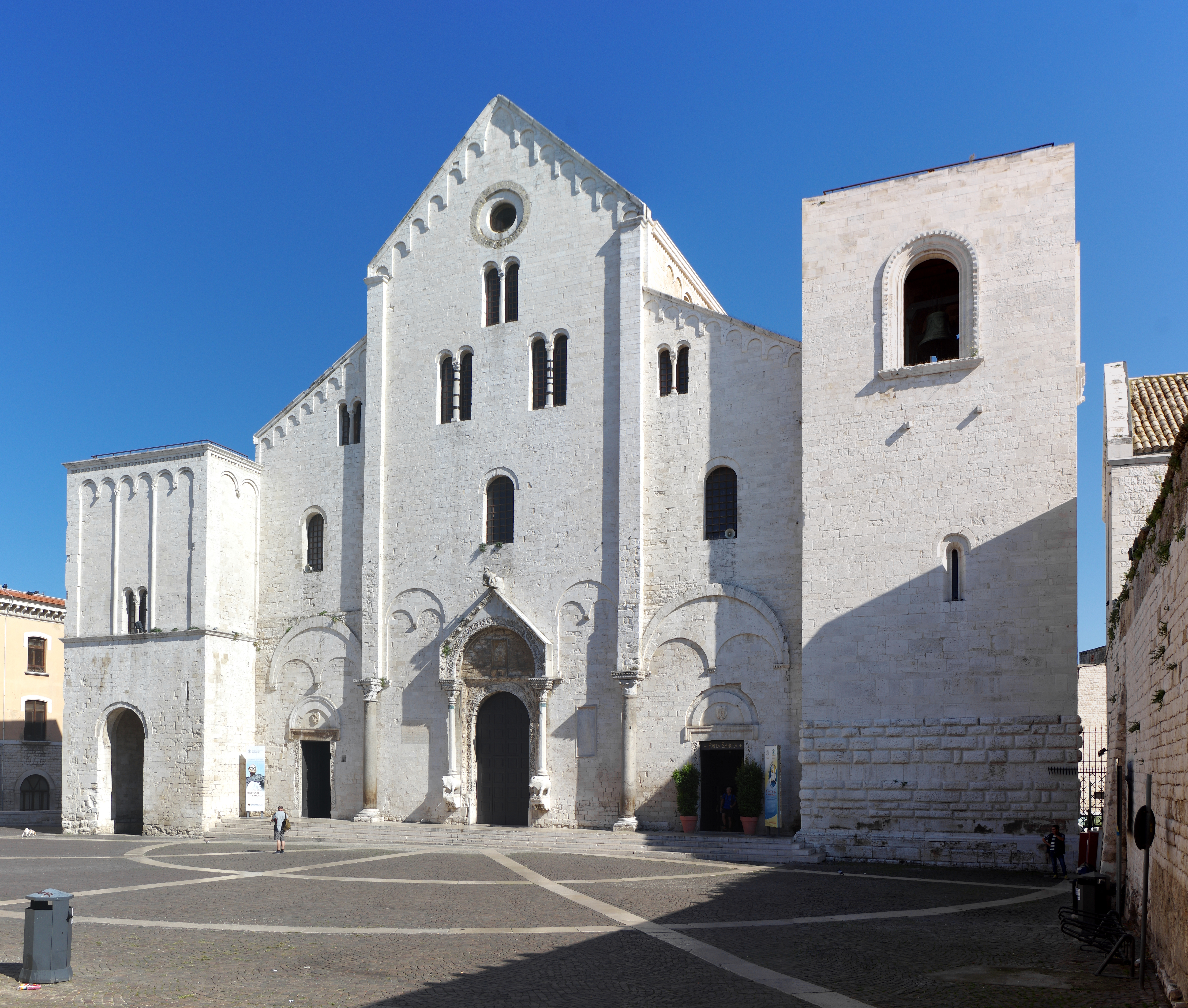
Basilique San Nicola de Bari.

### Fondements
Les premiers restes humains découverts dans les Pouilles remontent à plus de 130 000 ans. On retrouva en effet dans la Grotte de Lamalunga les ossements fossilisés de ce que l’on nomme l’homme d'Altamura, restes d’un néandertalien,.

### Premiers peuplements
Un peuplement sédentaire de la région est attesté dès le Néolithique comme en témoigne la présence de nombreux mégalithes tels que des menhirs ou des dolmens.
À partir du VIIIe siècle av. J.-C., le territoire est occupé par les Dauniens, Peucétiens et Messapes, peuples iapyges d’origine illyrienne (peuples des Balkans).
Plus tard, pendant l’époque hellénique (période de diffusion et de domination de la civilisation grecque), le peuplement continua avec les colonies de la Grande-Grèce, surtout pour la partie la plus méridionale de la région comme le prouve la création de la ville de Tarentum, actuelle Tarente.

### Domination romaine
Puis, Rome va comprendre l’importance stratégique de l’Apulie et commence à occuper la région à partir du IIIe siècle av. J.-C. même si ce ne fut pas facile en raison de la résistance de Tarentum (Tarente) et de Brundisium (Brindisi). En 312 av. J.-C., Rome fit construire la voie appienne (Brindisi/Rome) et un réseau routier supra-régional qui, aujourd'hui encore, marque de façon significative les paysages et routes de la région.
En 216 av. J.-C., à Cannes, l’armée romaine subit sa plus terrible défaite contre les Carthaginois, deux fois moins nombreux mais guidés par Hannibal. Par ailleurs, si la bataille de Cannes ne permit pas à Hannibal de gagner la guerre contre les Romains, elle est encore étudiée aujourd’hui dans les écoles militaires.
Avec la construction à l’époque impériale en 109 apr. J.-C. de la via Traiana, alternative à la Via Appia, (permettant la prospérité de villes comme Aecae, Herdonia, Silvium, Canusium (Canosa di Puglia) et Bitonto), la région devint la première productrice de blé et d’olives de l’empire, exportant la majeure partie de son huile d’olive vers l’Orient.

### Des Romains aux Byzantins
Avec la décadence de l’Empire romain d’Occident du IVe au  XIe siècle, la région entra dans une longue période d’appauvrissement. De nombreux peuples barbares germaniques se succédèrent sur les terres apuliennes tandis que les famines et les épidémies se multiplièrent.
La région se ruralise de plus en plus sans se doter des avancées technologiques de l’époque. Petit à petit, l'agriculture extensive se développe et les jardinets se transforment en selves, pâturages et champs ensemencés, interrompus seulement par de petits lots de terrain cultivés pour l'usage des bergers.
Puis les Sarrasins arrivent en Sicile en 823 et remontent jusqu'aux Pouilles, créant un émirat à Bari de 847 à 871 avant que les Byzantins ne fondent un royaume jusqu’à l’arrivée des Normands en 1071.

### Royaume de Sicile: domination normande, souabe et angevine
Avec la création du royaume de Sicile, les Normands, sous la direction des membres de la famille d'Hauteville, expulsent les Sarrasins et s'affranchissent des Byzantins, tout en relançant les relations maritimes avec Venise et les villes côtières de la Méditerranée. Cette période voit la vie politique et religieuse de la région totalement réorganisée. D'importantes seigneuries féodales voient le jour, comme le comté de Lecce et la principauté de Tarente, assignée au croisé Bohémond de Tarente, fils de Robert Guiscard, de la famille de Hauteville. Un important renouveau culturel se produit. Sont construites les cathédrales de Bari (1107), Tarente (1081), Otrante (1071), Canosa, Siponto, Trani, Troia et du Monte Sant'Angelo dans un style roman à influence byzantine original. Tancrède, comte de Lecce, devient roi de Sicile en 1190.
À la mort sans héritier du roi Guillaume II de Sicile en 1189, le royaume revient à sa tante, fille posthume du roi Roger II de Sicile, Constance de Hauteville, qui épouse Henri, fils de Frédéric Barberousse, empereur romain germanique. Ainsi commence la période souabe, sous le règne de la famille des Hohenstaufen de Souabe.
Sous le long règne de Frédéric II, de 1220 à 1250, la région connaît son âge d’or avec un grand essor artistique et économique. Frédéric II, qui résidait souvent dans les Pouilles (il était surnommé Puer Apulia, « l'enfant de la Pouilles »), était un homme cultivé et avant-gardiste, féru d’arts, de sciences, de philosophie et de littérature (sa cour attirait des artistes de diverses cultures). Il réalise la fortification des villes et exerce une influence sur l'organisation du paysage agraire, permettant un équilibre entre agriculture, pâturage et exploitation des ressources provenant des bois. Enfin, Frédéric II construit le célèbre et énigmatique Castel del Monte dans la province de Barletta-Andria-Trani. Sous son règne, le royaume de Sicile est réorganisé administrativement et divisé en grandes régions appelées giustizierati, qui subsisteront jusqu'à la dissolution du royaume des Deux-Siciles en 1861. Les Pouilles sont divisées en trois entités : la Capitanate au nord qui correspond à la province de Foggia, la Terre de Bari autour de la cité éponyme, et, au sud, la Terre d'Otrante qui correspond au Salento.
Entre 1266 et 1442, comme le reste du royaume de Naples, les Pouilles passent sous la domination des Angevins (qui font de Naples leur capitale) mais culturellement l’influence reste byzantino-normande. La principauté de Tarente passe aux mains des Del Balzo, une famille d'origine provençale venue dans le sud de l'Italie aux côtés de Charles d'Anjou. Cette famille hérite également du comté d'Andria, de ceux de Nardo' et de Soleto et tient une cour brillante dans le Salento. Grâce à leurs possessions dans les Pouilles, les Del Balzo sont alors les plus puissants seigneurs de tout le royaume de Naples.

### Domination aragonaise, espagnole et règne des Bourbons

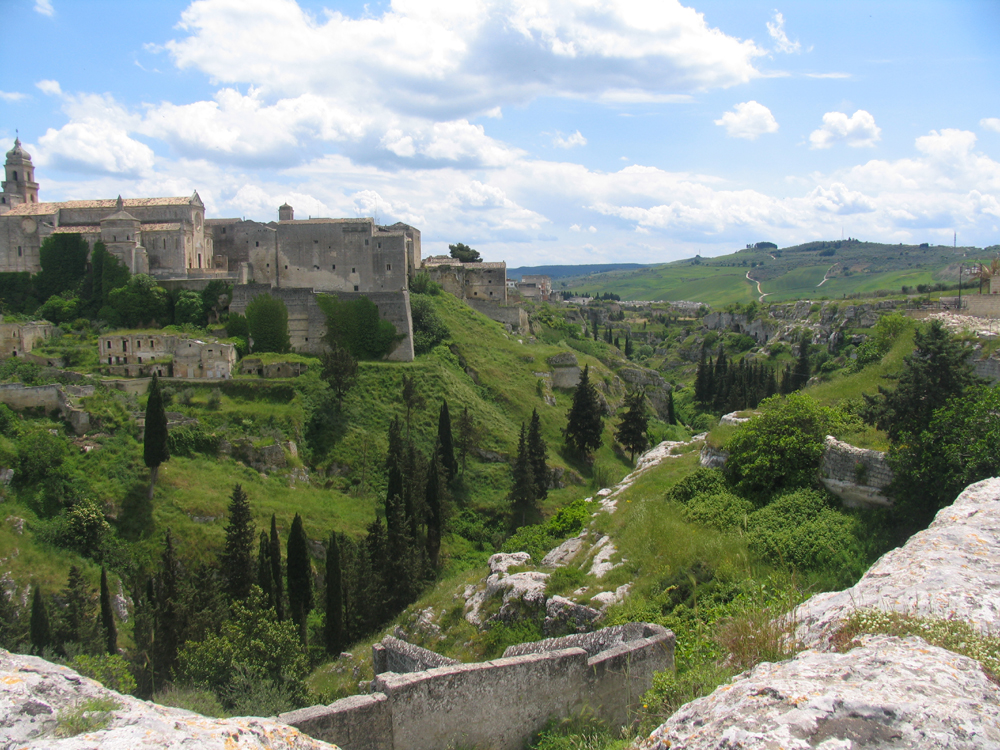
Gravina in Puglia

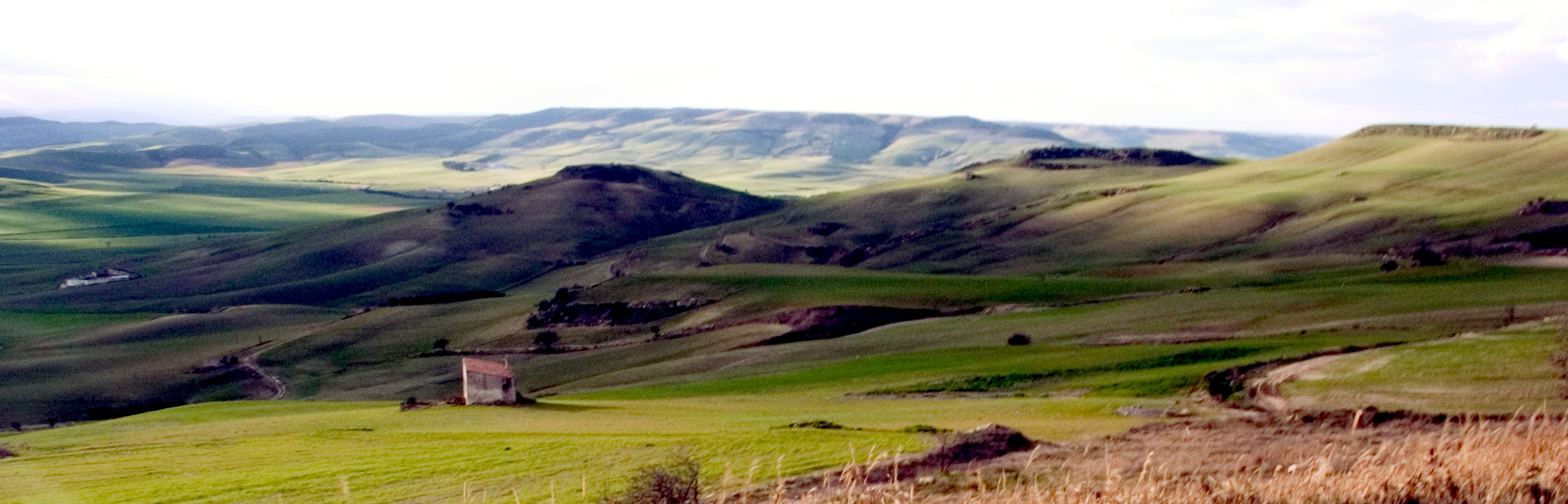
Paysage des Murge

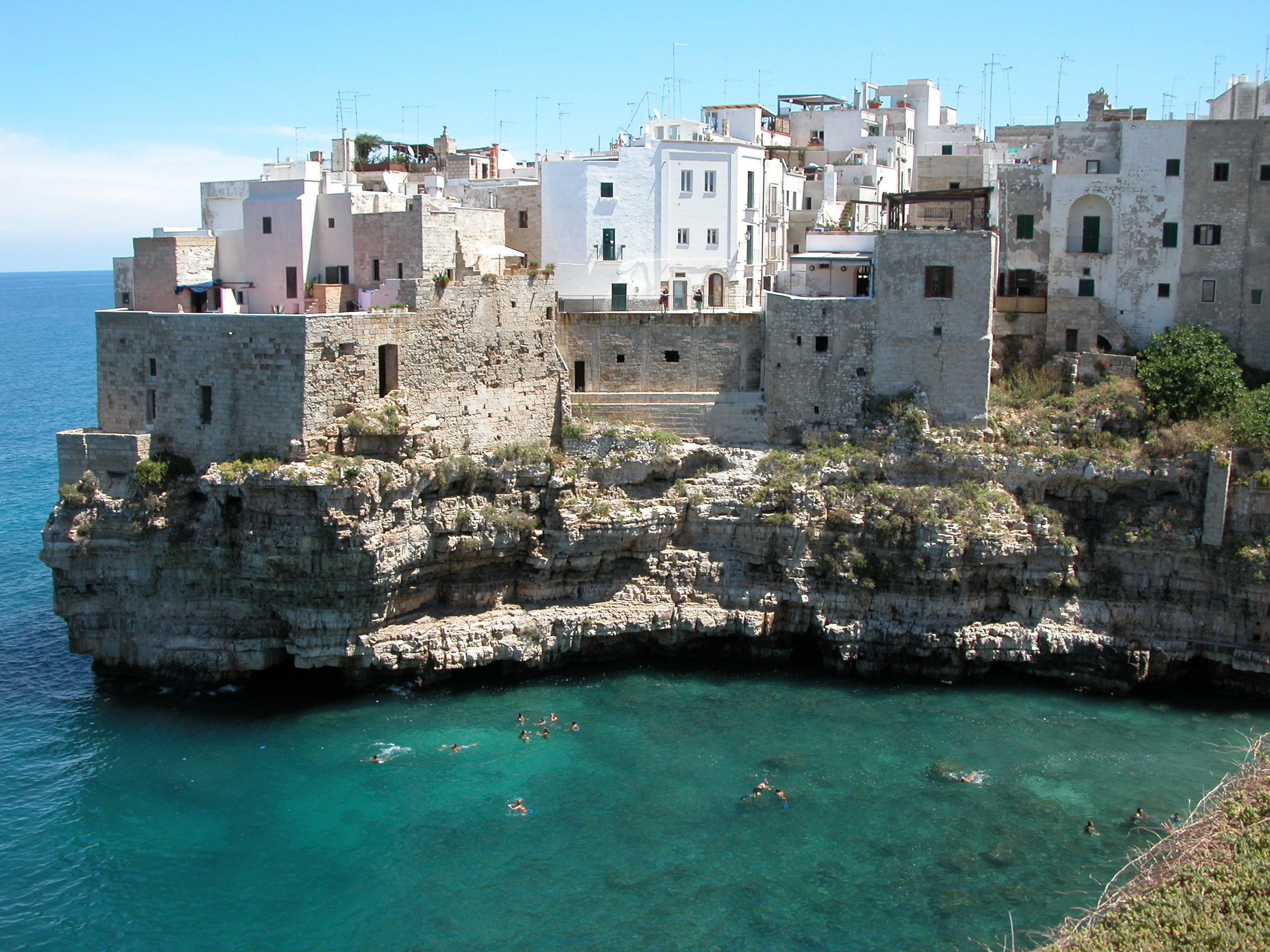
Polignano a Mare

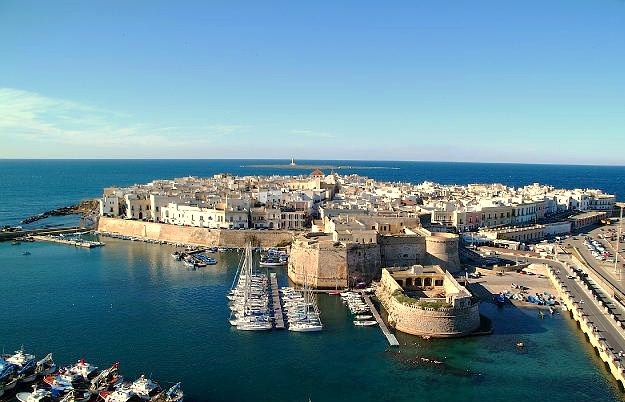
Vue de Gallipoli

Oliviers centenaires dans le Salento

En 1442, le royaume de Naples est conquis par Alphonse V d'Aragon, qui établit une cour brillante à Naples. Deux révoltes féodales agitent le royaume en 1465 et 1485 mais sont matées par le pouvoir royal. Les plus importants seigneurs féodaux sont toujours les Orsini-del Balzo, princes de Tarente, qui possèdent une bonne partie des Pouilles. Ferdinand Ier de Naples parvient à annexer leurs possessions au domaine royal en épousant l'héritière des Orsini, Isabella Chiaromonte. En 1480, Otrante est attaquée et prise par les Ottomans. C'est la première menace directe de l'Empire ottoman contre l'Occident chrétien depuis la prise de Constantinople en 1453. Une coalition italienne s'organise rapidement pour libérer la ville la même année. Alors que les Ottomans occupent désormais la côte orientale de l'Adriatique, par mesure de précaution, les châteaux côtiers des Pouilles sont tous renforcés voire reconstruits (comme à Otrante, Gallipoli ou Tarente) et un réseau de tours de guet est bâti tout le long du littoral pour repérer les incursions.
Si la région s’appauvrit par rapport aux siècles florissants du Bas Moyen Âge car à l’écart de Naples, la culture se tourne de plus en plus vers la capitale, qui est alors la plus grande ville d'Italie, ainsi que vers l’Italie centrale et vers Venise, la Grèce étant désormais sous domination turque.
Avec les guerres d'Italie, les Pouilles sont le théâtre d'affrontements et de batailles entre Français et Espagnols pour la domination du royaume de Naples. Plusieurs batailles importantes s'y déroulent comme celle de Cérignole. L'Espagne l'emporte en 1503 et parvient à asseoir sa domination malgré les tentatives de reconquête des Français. Le sud de l'Italie perd ainsi son indépendance jusqu'en 1734, le royaume de Naples devenant dès lors un vice-royaume espagnol. Les Pouilles voient se développer les latifundia alors que Lecce commence à dominer culturellement la région à partir de la Renaissance : elle devient la capitale officielle de la Terre d'Otrante. De grandes familles aristocratiques napolitaines dominent le nord des Pouilles où elles possèdent d'immenses domaines, tandis qu'au sud la noblesse est plus autochtone et les domaines moins étendus. La production et l'exportation d'huile d'olive est la principale activité économique de la région, en particulier dans le Salento, le port de Gallipoli devenant la principale place européenne pour ce commerce.
Au XVIIe siècle, l’art baroque atteint son apogée à Lecce, qui devient la ville la plus peuplée de la région.
Malgré l'état de paix relatif, la Pouille n’a jamais revécu l’enrichissement de l’époque normande et de Frédéric II, quand elle était l'une des régions les plus prospères d'Europe.
Cependant, sous le règne des Bourbons d'Espagne, qui voit le royaume de Naples redevenir un État indépendant à partir de 1734, une période de relative embellie apparait après plusieurs siècles d’un relatif isolement. L’école est enfin mise en valeur et la modernisation de l'économie des Pouilles s’amorce. Notamment, le nombre de religieux commence à être régulé et plusieurs voix s'élèvent pour une meilleure répartition des terres.
En 1799, le nord des Pouilles est concerné par les événements de la République parthénopéenne, une éphémère république sœur de la France instituée par les révolutionnaires napolitains aidés des armées françaises d'Italie. Andria et Trani notamment, restées fidèles au roi, sont assiégées et prises par les troupes républicaines. Mais le pouvoir des Bourbons est rapidement rétabli. Après la victoire de Napoléon sur le royaume de Naples en 1805, le féodalisme est aboli et une meilleure répartition des biens est engagée.

### Italie moderne
Vers 1820, des mouvements libéraux se formèrent dans la région avec le démantèlement de la Massoneria et de la Carboneria (proches des groupes francs-maçons français). Avec la création de la nation italienne en 1861 sous le règne de Victor-Emmanuel II, la Pouille fut divisée administrativement avec les provinces de Foggia, Bari et Lecce, auxquelles s’ajoutèrent pendant le Novecento, les provinces de Brindisi et de Tarente. Le brigandage, assez actif dans la région et surtout dans le sud du Basilicate, sera réprimé jusqu’en 1865.
Le 9 juin 1863, la chambre de commerce de Bari est créée tandis que l'année suivante, la première ligne de chemin de fer relie Bari à Brindisi, avant que ne soient construites les lignes Bari/Tarente puis Naples/Foggia et enfin Lecce/Bologne. Si 80 % de la population est encore analphabète, l’enseignement scolaire s’améliore légèrement.
La hausse des taxes sur le vin mit fin à la production locale qui ne put faire face à la montée de la pauvreté. L’émigration vers les États-Unis, l'Argentine mais surtout l'Europe (Allemagne, Suisse, France) se renforça dans l’espoir de trouver un meilleur travail, cependant les flux furent moindres que dans d'autres régions comme la Sicile ou la Campanie. Il faut également observer l'émigration temporaire. En effet, seulement un habitant sur mille quittait la région en 1880 contre 11/1000 dans le Veneto. L'émigration se renforcera un peu à partir du début du XXe siècle et de manière plus forte après la Seconde Guerre mondiale tout en restant inférieure à d'autres régions (1,85/1000 contre 33,8 pour le Veneto).
En 1890, le prix du pain augmenta au point de déclencher une révolte de la farine réprimée par l’armée.
Le déclin progressif mit fin petit à petit aux latifundia (latifondo), suivi du déclin des antiques masserie des Pouilles, propriétés agricoles de moyenne taille.

### XXesiècle
Du point de vue territorial, la Première Guerre mondiale n’aura que peu d’impact dans les Pouilles, mis à part le bombardement de Bari le 24 mai 1916.
En 1930, Victor-Emmanuel III inaugura la Fiera del Levante (Foire du Levant), qui sera un pôle de développement économique et social important pour toute la région et qui encore plus aujourd’hui, représente avec ses 300 000 m2 de stands, l’événement économique de l’année.
Après la guerre, la situation économique et sociale est au plus bas, 24 % de la population des Pouilles est encore analphabète en 1950, tandis que la moyenne est de 12 % pour l'Italie, 4 % pour la France et 2 % pour le Royaume-Uni.
En août 1950, pour tenter de faire face aux dégâts économiques de l’après-guerre, un fonds d’aide économique a été créé pour le Sud, grâce à un financement d'État pour les infrastructures et les facilités de crédit aux entreprises situées dans les zones défavorisées. L'engagement a été très important et a duré jusqu'en 1983.
Cependant, de nombreuses familles quittent les campagnes pour le nord de l'Italie et l'Europe du Nord (Allemagne, Suisse, France).
En 1950, l’État a souhaité également mettre en place la réforme agraire de l’Italie avec le partage des latifundia. La réforme souhaitait promouvoir la petite paysannerie et modifier les structures sociales et économiques. La réforme tenta donc de bouleverser les campagnes de la région, avec un succès relatif comme le nombre d’emplois à Bari qui dans le domaine agricole passa de 20 000 à 80 000 entre 1950 et 1960. Cette réforme permit également de faire vivre les industries et les activités commerciales qui en dérivaient.

### XXIesiècle
La région maintient son rôle très important dans l’agriculture italienne avec la production de la vaste plaine du Tavoliere delle Puglie. Cependant, l’inéluctable marginalisation de l’agriculture est en marche depuis plusieurs années au profit du secteur tertiaire.
Région autrefois peu touristique, les Pouilles sont devenues depuis les années 2000 une nouvelle destination du tourisme italien.

## Culture des Pouilles

### Musique
La tarentelle est une danse très rapide et enjouée censée posséder une vertu thérapeutique et guérir les personnes prétendument mordues par des tarentules. L'une des formes de tarentelle les plus célèbres est la pizzica, originaire du Salento.

### Langues et dialectes
Le Salento, qui comprend toute la province de Lecce, une bonne partie de la province de Brindes et le sud de la province de Tarente, parle un dialecte de type sicilien, le salentin. Dans la province de Lecce, il existe une île linguistique hellénophone : la Grèce salentine, comprenant neuf communes où est parlée une langue néo-grecque, le griko.
Tarente parle le dialecte tarentin ; c'est un dialecte très local, car il a la caractéristique d'être parlé presque exclusivement à l'intérieur de l'enceinte communale.
Les colonies de Celle di San Vito et de Faeto, dans la province de Foggia, sont de langue francoprovençale, une minorité linguistique d'environ mille habitants.
Plusieurs villages sont peuplés d’Arbëresh, descendants des mercenaires albanais installés dans la région depuis le XVe siècle.

### Patrimoine artistique

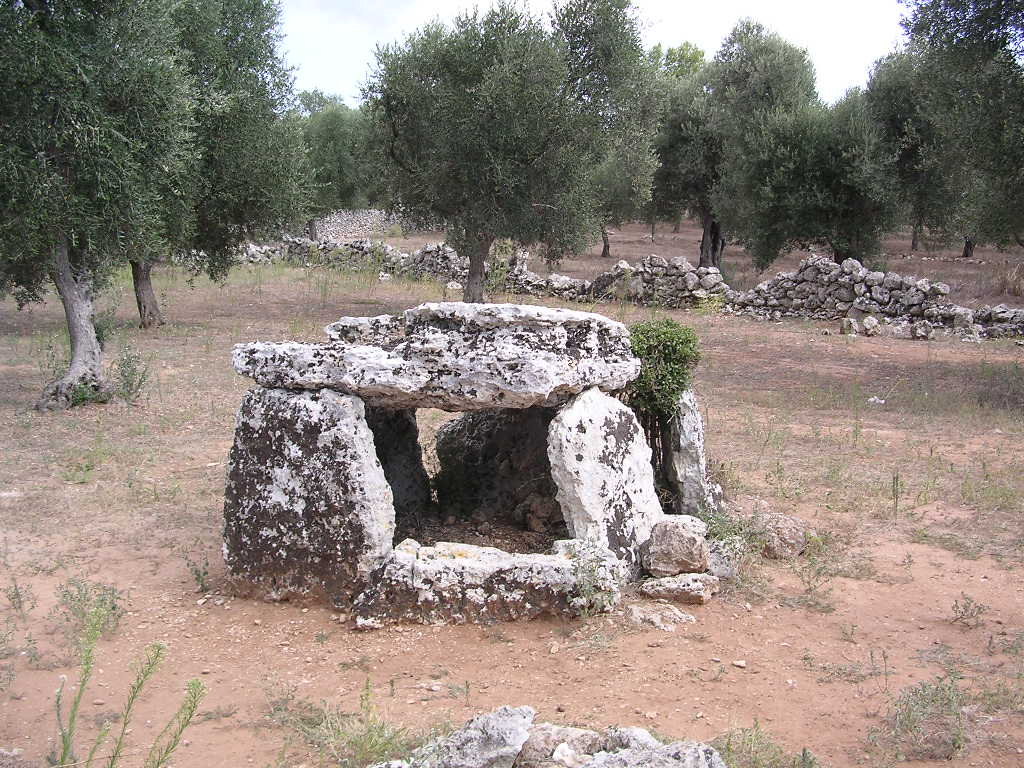
Dolmen Place dans la province de Lecce.

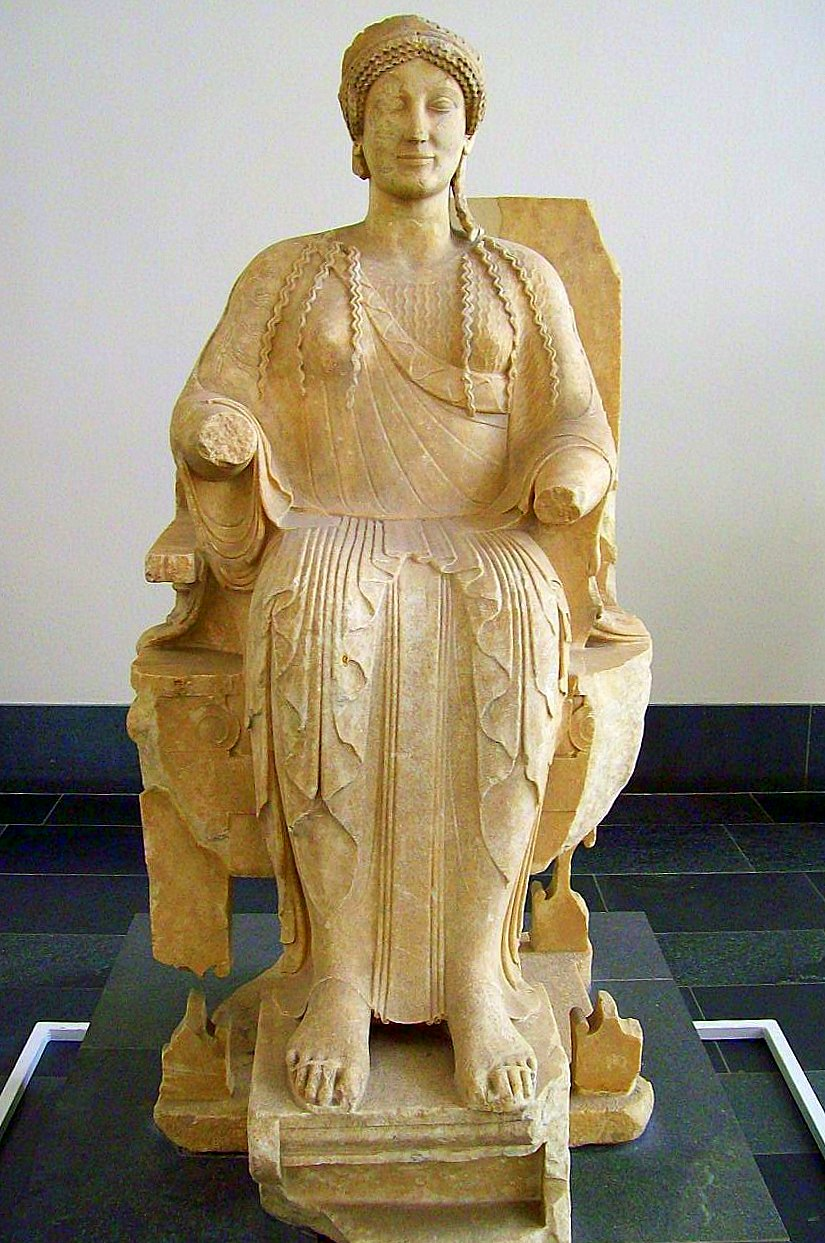
Statue de Perséphone retrouvée à Tarente,

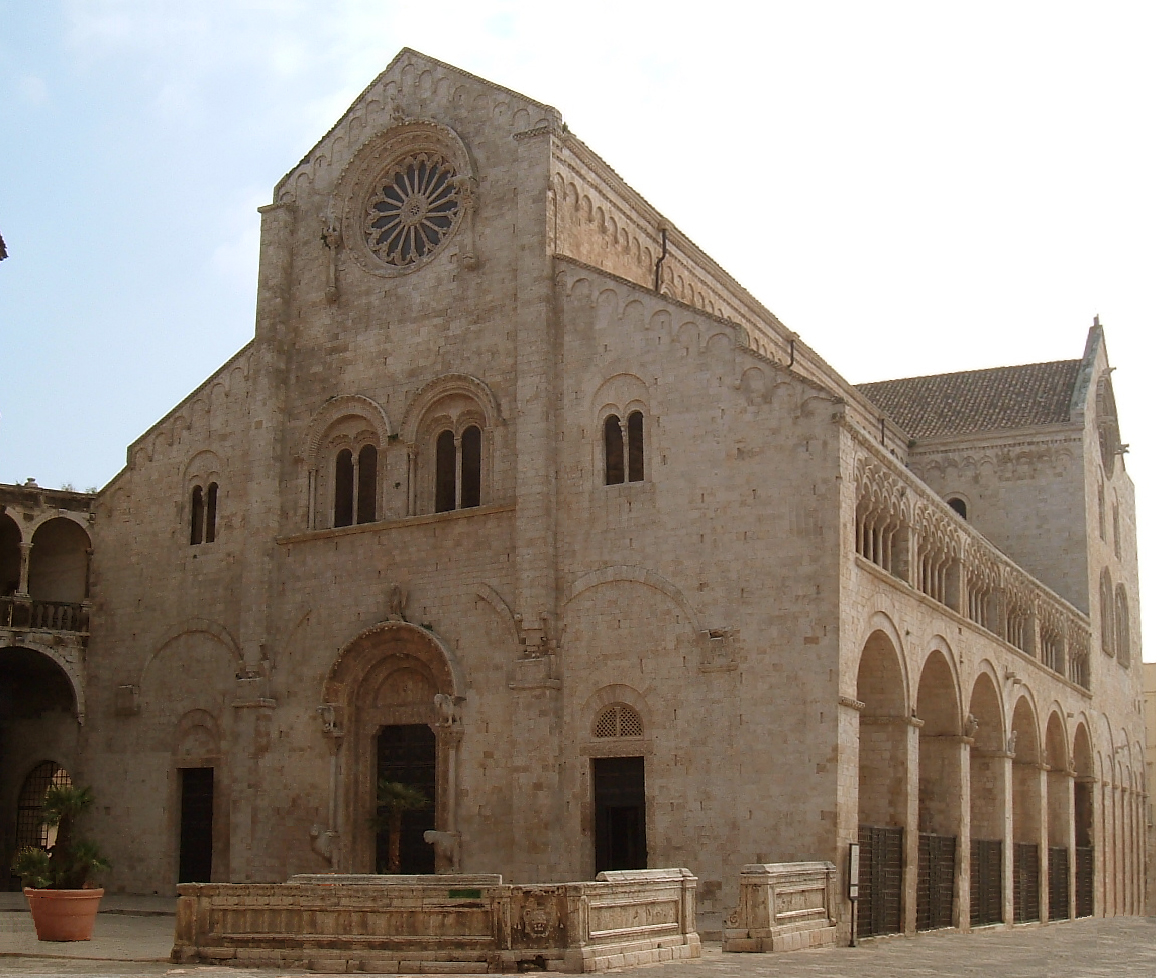
La cathédrale de Bitonto.

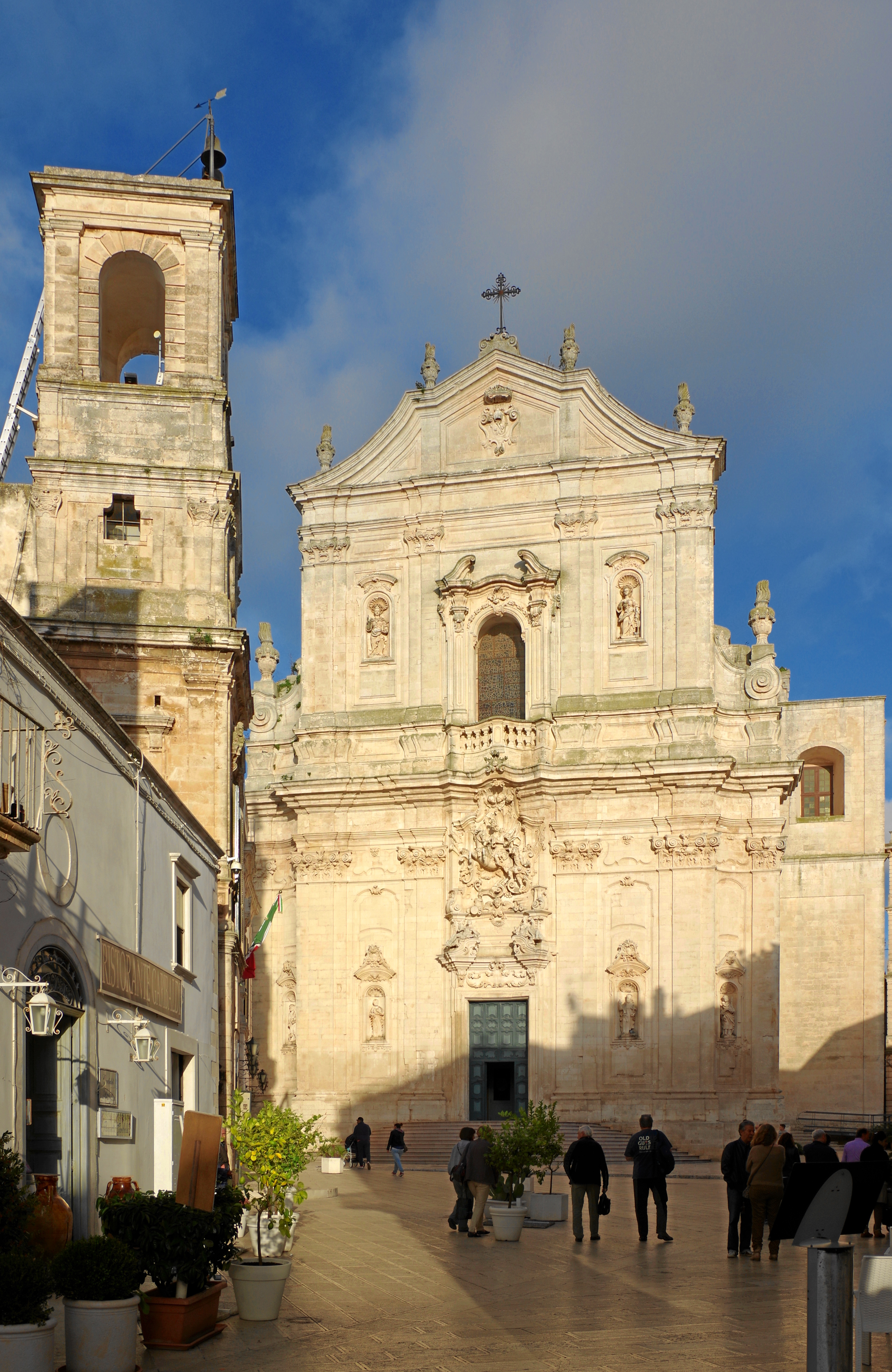
Piazza Plebiscito à Martina Franca.

Château de Barletta.

La région est réputée pour son patrimoine artistique important et est, depuis le début des années 2000, l'une des destinations montantes du tourisme en Italie, attirant des visiteurs de toute l'Europe. La région capitalise sur la beauté de ses paysages de campagne, ses centaines de kilomètres de côtes, son climat clément et la variété de son patrimoine culturel, vantant des monuments antiques, médiévaux et baroques de premier plan encore peu connus du tourisme international.
Le patrimoine préhistorique et antique est important dans la région : les Pouilles, et en particulier la péninsule du Salento, sont l'une des régions d'Italie qui comptent le plus grand nombre de monuments mégalithiques, principalement des menhirs, mais aussi quelques dolmens.
L'archéologie a révélé plusieurs sites occupés par les Messapes, le peuple autochtone des Pouilles avant que les Grecs puis les Romains n'occupent la région, par exemple à Vaste près d'Otrante, et surtout à Egnazia, une ville côtière qui a été entièrement déblayée par les archéologues et constitue le plus grand site connu pour cette culture.
De la période hellénistique, subsistent les ruines du temple dorique de Tarente, qui était la plus importante colonie grecque de la région à l'époque de la Grande Grèce, connue sous le noms de Taras. Durant cette période, la Pouille devient un centre important de production de céramique grecque, possédant ses propres caractéristiques. On parle ainsi de céramique apulienne, dont de nombreux exemples ont été retrouvés à Egnazia.
De la période romaine, restent notamment les ruines du temple de Canosa di Puglia, les deux amphithéâtres de Lecce, les ruines de Rudiae près de Lecce et le colosse de Barletta (ce dernier arrivé dans les Pouilles seulement au Moyen Âge cependant).
Enfin, Tarente possède l'un des principaux musées archéologiques d'Italie, le musée archéologique national de Tarente, illustrant l'histoire antique de la région.
Au Moyen Âge, pendant la domination normande et souabe, entre le XIe et le XIIe siècle, les Pouilles ont vu se développer sur leur territoire une variante particulière de l'architecture romane, appelé roman apulien, qui fait la synthèse entre plusieurs courants : arabo-normand, pisan, lombard. Le patrimoine roman des Pouilles est très important, probablement le plus étendu en Italie méridionale, et les grandes cathédrales de la région ont été bâties dans ce style : il s'agit de la cathédrale de Bari, de la cathédrale de Trani, de la cathédrale d'Otrante, qui possède le plus grand pavement en mosaïque du Moyen Âge en Europe, de la cathédrale de Troia, de la cathédrale d'Altamura et de la cathédrale de Bitonto.
Les châteaux médiévaux sont nombreux dans les Pouilles, datant principalement de deux périodes : la période souabe, avec le règne de Frédéric II, qui résidait le plus souvent dans les Pouilles, à tel point qu'il était surnommé Puer Apuliae (« le fils de la Pouille »). Castel del Monte, château qu'il a fait construire à côté d'Andria, est le monument le plus célèbre des Pouilles, classé au patrimoine mondial de l'Unesco et se démarquant par sa déroutante forme octogonale, parfaitement géométrique. À la fin du XVe siècle, avec la domination aragonaise, face à la menace ottomane démontrée par le siège d'Otrante en 1480, les principaux châteaux des Pouilles, en particulier ceux en bord de mer, ont été reconstruits et renforcés, notamment pour résister à l'artillerie. Les principaux exemples sont le château d'Otrante, le château de Copertino, ceux de Lecce, de Bari et de Barletta.
Au XVIIe siècle et XVIIIe siècle, la région est un terreau fertile de l'architecture baroque. Lecce est célèbre pour la version très locale d'art baroque qui s'y est développée à partir du XVIIe siècle et se caractérise par son emphase décorative, le foisonnement des éléments d'ornements sculptés dans une pierre blonde très malléable et un répertoire de formes parfois tiré de l'art populaire. La basilique Santa Croce est l'exemple le plus célèbre de baroque de Lecce. À partir de Lecce, ce style singulier s'est répandu dans tout le Salento, affectant l'architecture des églises et palais. Gallipoli, construite sur une île côtière, et Martina Franca sont également réputées pour leur patrimoine d'époque baroque.
Région rurale, les Pouilles conservent un patrimoine d'art populaire non négligeable. Au sud des Murge, autour d'Alberobello, s'est développée une forme singulière de constructions populaires, utilisées par les paysans comme lieux de vie et de travail, connues sous le nom de trulli : ce sont de petites maisons en pierres sèches surmontées de toits coniques caractéristiques. Les trulli d'Alberobello sont aujourd'hui classés au patrimoine mondial par l'Unesco.

## Économie

### Données générales
Depuis quelques années, la région connaît un développement économique plus important qu'à l'échelle nationale et souhaite tirer profit de sa situation géographique longtemps sous-estimée entre l'Orient et l'Occident.
En effet, de toutes les régions du Mezzogiorno, l'économie apulienne est celle qui a le plus augmenté ces dernières années, son PIL (Produit Intérieur Brut italien) se situe en 2008, à 17 955,90 € par habitant. La croissance du PIB, selon l'ISTAT, est de + 1,8 % (+ 1,5 % pour l'Italie et + 0,7 % pour le Mezzogiorno) en raison de la croissance du secteur tertiaire (+ 2,9 %) et de l'industrie (+ 0,7 %). En comparaison, le secteur agricole a perdu - 8,8 %[Quoi ?]. Entre 1996 et 2004, le PIB calculé par habitant a connu une augmentation de + 46 % contre + 40 % à l'échelle nationale.
Le phénomène mafieux est également présent dans les Pouilles, mais est plus récent que dans d'autres régions du Mezzogiorno. La principale organisation, constituée de branches plus ou moins autonomes selon le territoire, est la Sacra Corona Unita.
Plusieurs associations ont dénoncé la mise en place d’une forme « d’esclavage » dans la région des Pouilles ; utilisés comme une main-d’œuvre peu chère et docile, les immigrés y sont sujets à une forte exploitation dans les exploitations agricoles.

### Spécificités territoriales
La région connait des différences prononcées entre ses différentes provinces.
On trouve les industries lourdes à Brindisi et à Tarente en raison de l'héritage de la politique de développement mis en place par le gouvernement italien en 1957 pour aider à requalifier le sud du pays (Zones de Développement Industrielle nommée ASI). Il s'agit de secteurs tels que la sidérurgie, l'aéronautique, les raffineries de pétrole et les industries textiles et plastiques. À Tarente, se trouve le IV centre sidérurgique Italsider, l'un des plus gros complexes du pays.
Autour de la ville de Foggia, on trouve un territoire agricole riche et en pleine restructuration du point de vue agro-alimentaire (volonté de développer l'agriculture biologique), considérée comme un des greniers agro-alimentaires du pays. De fin avril à début mai se tient à Foggia la traditionnelle Foire Internationale de l'agriculture et des techniques d'élevages.
Autour de Lecce, on observe un ensemble dynamique de PME et d'artisans.
Enfin, autour de Bari, on trouve des industries alimentaires, chimiques, pétrochimiques, textiles et surtout mécaniques. On trouve en effet des industries telles que Magneti Marelli (éléments automobiles), Bosch, GETRAG (éléments de voitures telles que les BMW, SMART ou Porsche).
L'agriculture et la pêche ne représentent plus que 3,5 % du PIB mais restent un secteur important de la région notamment concernant les cultures de blé, d'olives, de vignobles et de fruits. Les Pouilles sont la première région productrice d'huile en Italie et par conséquent l'une des premières au niveau mondial (12 % de la production mondiale). La région compte, en 2018, 227 245 exploitations agricoles liées à la culture de l'olive.
La pêche est aussi très développée autour des ports de Tarente, Manfredonia, Molfetta, Mola di Bari, Monopoli, Gallipoli et Castro. Tarente est connue pour sa culture de moules avec une des productions mondiales les plus fortes soit 30 000 tonnes à l'année.

### Recherche et développement
La volonté de la région est de devenir une plate-forme stable et dynamique pour les investissements notamment en s'appuyant sur les Balkans et sur le dynamisme méditerranéen (culture, tourisme, énergies renouvelables, protection de la biodiversité, techniques de pointe, centres de recherche, enseignement supérieur, agriculture biologique).
Le système régional de la recherche compte 5 000 emplois et se vante donc d'une compétence scientifique interdisciplinaire dans les secteurs de la biologie, des NTIC et nanotechnologies, consolidant les secteurs technologiques de la biotechnologie et du high-tech italien.
La région des Pouilles tente aujourd'hui de conjuguer les choix traditionnels et les choix productifs comme la recherche et les innovations technologiques[pas clair]. Elle a rejoint, en effet, un bon niveau de spécialisation dans de nombreux domaines industriels à haute valeur ajoutée.
En effet, des politiques d'incitations ont été menées dans la région afin de développer des processus d'innovations (création du consortium de la zone industrielle de Foggia, mise en place de la société publique du pays qui aide à l'investissement : Sviluppo Italia Puglia, création d'un label « Prodotti di Puglia » pour mettre en valeur et encourager l'agriculture régionale). Cela a permis de maintenir en place et de faire venir les entreprises, soit aujourd'hui, 40 groupes industriels internationaux dans des domaines divers tels que l'aérospatiale, l'automobile, la chimie et les nouvelles technologies de l'information et d'économie d'énergie. Par exemple, près de Brindisi, on trouve en construction un des plus grands parcs photovoltaïques d'Europe qui à terme produira plus de 11 MW d'électricité (société Italgest).
La région compte également 103 000 étudiants universitaires qui viennent souvent renforcer les processus d'innovations des entreprises high-tech sur place.

### Tourisme
Le tourisme international s'est fortement développé depuis le début du XXIe siècle. Il est aussi bien culturel (Bari, région des trulli (Alberobello, Brindisi, Tarente), Lecce) que balnéaire (Gallipoli, Ostuni) ou naturel (Gargano, Murge).
L'accroissement sensible du tourisme saisonnier fait émerger une importante scène électro qui contribue de plus en plus au dynamisme économique de la région. L'importance et la multiplication des boîtes de nuit autour de la mythique Guendalina (région de Castro) et dans une moindre mesure du Cave (région de Gallipoli) suscitent en effet un tourisme festif croissant s'ajoutant au tourisme héliotrope plus traditionnel.

## Administration

### Provinces

Les six provinces des Pouilles.

La région des Pouilles est divisée en une ville métropolitaine et 5 provinces :
- ville métropolitaine de Bari, chef-lieu Bari ;
- province de Brindisi, chef-lieu Brindes (Brindisi) ;
- province de Foggia, chef-lieu Foggia ;
- province de Lecce, chef-lieu Lecce ;
- province de Tarente, chef-lieu Tarente (Taranto) ;
- une sixième province de Barletta-Andria-Trani ou Province de l'Aufide, a été créée par la Loi no 148 du 11 juin 2004[57], ayant comme chef-lieu, conjointement, les 3 communes éponymes.

### Politique
Nichi Vendola a dirigé la région à la tête d'une coalition de centre-gauche de 2005 à 2015.
Lors des élections régionales du 31 mai 2015, Michele Emiliano sous la bannière du Parti Démocrate est élu président de la région des Pouilles et entre en fonction le 26 juin suivant.

## Démographie

### Population par province
La population des Pouilles par province :
| Évolution de la population des Pouilles |            |           |
| Année                                   | Population | Évolution |
| 1861                                    | 1 335 000  | -         |
| 1871                                    | 1 440 000  | + 7,9 %   |
| 1881                                    | 1 609 000  | + 11,7 %  |
| 1901                                    | 1 987 000  | + 23,5 %  |
| 1911                                    | 2 195 000  | + 10,5 %  |
| 1921                                    | 2 365 000  | + 7,7 %   |
| 1931                                    | 2 508 000  | + 6 %     |
| 1936                                    | 2 642 000  | + 5,3 %   |
| 1951                                    | 3 220 000  | + 21,9 %  |
| 1961                                    | 3 421 000  | + 6,2 %   |
| 1971                                    | 3 583 000  | + 4,7 %   |
| 1981                                    | 3 872 000  | + 8,1 %   |
| 1991                                    | 4 032 000  | + 4,1 %   |
| 2001                                    | 4 021 000  | - 0,3 %   |
| 2008 (est.)                             | 4 080 000  | + 1,5 %   |

| Province / Ville métropolitaine   | Population (hab.) | Superficie (km2) | Densité (hab./km2) |
| --------------------------------- | ----------------- | ---------------- | ------------------ |
| Ville métropolitaine de Bari      | 1 251 072         | 3 821            | 327,4              |
| Province de Lecce                 | 811 230           | 2 759            | 294                |
| Province de Foggia                | 640 752           | 6 965            | 92                 |
| Province de Tarente               | 580 497           | 2 430            | 238,9              |
| Province de Brindisi              | 402 985           | 1 840            | 219                |
| Province de Barletta-Andria-Trani | 390 010           | 1 543            | 252,8              |
| Total Pouilles                    | 4 076 546         | 19 358           | 210,6              |

### Villes les plus peuplées
| Sceau | Communes de plus de 50 000 habitants | Province / Ville métropolitaine   | Population (hab.) | Superficie (km²) |
| ----- | ------------------------------------ | --------------------------------- | ----------------- | ---------------- |
|       | Bari                                 | Ville métropolitaine de Bari      | 316 140           | 116              |
|       | Tarente                              | Province de Tarente               | 195 130           | 217              |
|       | Foggia                               | Province de Foggia                | 193 469           | 508              |
|       | Andria                               | Province de Barletta-Andria-Trani | 98 841            | 408              |
|       | Barletta                             | Province de Barletta-Andria-Trani | 94 239            | 238              |
|       | Lecce                                | Province de Lecce                 | 89 916            | 146              |
|       | Brindisi                             | Province de Brindisi              | 88 812            | 328              |
|       | Altamura                             | Ville métropolitaine de Bari      | 69 529            | 427              |
|       | Molfetta                             | Ville métropolitaine de Bari      | 60 433            | 58               |
|       | Cerignola                            | Province de Foggia                | 56 653            | 594              |
|       | Manfredonia                          | Province de Foggia                | 56 257            | 352              |
|       | Bitonto                              | Ville métropolitaine de Bari      | 56 257            | 173              |
|       | Trani                                | Province de Barletta-Andria-Trani | 55 842            | 102              |
|       | San Severo                           | Province de Foggia                | 54 906            | 333              |
|       | Bisceglie                            | Province de Barletta-Andria-Trani | 54 678            | 68               |